# Begründung des Irakkriegs
Als Begründung des Irakkriegs von 2003 nannten die kriegführenden Regierungen der Vereinigten Staaten und Großbritanniens seit Oktober 2001 vor allem eine wachsende akute Bedrohung durch Massenvernichtungswaffen des Irak und dessen angebliche Verbindung zum Terrornetzwerk Al-Qaida, das die Terroranschläge am 11. September 2001 ausgeführt hatte. Eine große Bevölkerungsmehrheit in den USA glaubte diesen Angaben vor und auch noch Jahre nach der Invasion des Irak.
Die angegebenen Kriegsgründe waren international stark umstritten. Die von der UNO beauftragten Waffeninspektoren, einige Antiterrorexperten und Parlamentsabgeordnete widersprachen den Regierungsangaben vor dem Krieg und verwiesen auf fehlende oder unzuverlässige Quellen. Im Irak wurden keine Massenvernichtungsmittel gefunden. Der Bericht der 9/11-Kommission vom Juli 2004 widerlegte die genannte Verbindung zu Al-Qaida. Bis 2007 widerlegten weitere Untersuchungsberichte auch die übrigen genannten Kriegsgründe. Regierungs- und Geheimdienstvertreter wiesen sich wechselseitig die Verantwortung für die Falschangaben zu.
Viele Historiker und Investigativjournalisten beurteilen die falsche Kriegsbegründung als vorsätzliche, kampagnenartige Täuschung, die ausreichende Zustimmung für die schon getroffene Kriegsentscheidung herbeiführen sollte. Viele halten wirtschaftliche und geopolitische Interessen der USA und Großbritanniens, vor allem am Erdöl, für die eigentlichen Kriegsursachen. Andere sehen die Falschangaben als von damaligen Annahmen der Geheimdienste gedeckte Irrtümer. Der britische Chilcot-Bericht von 2016 bestätigte alle schon vor der Kriegsentscheidung vorgebrachten Bedenken, schloss aber eine bewusste Irreführung durch Großbritanniens Regierung eher aus.

## Vorgeschichte

### Eindämmungspolitik
Im zu Ende gehenden Kalten Krieg sahen sich die USA als einzige verbliebene Supermacht militärisch kaum noch bedroht. US-Präsident George Bush senior verfolgte gegenüber dem Irak eine Containment-Politik. Im August 1990 forderte UN-Resolution 661 den vollständigen Rückzug des Irak aus dem besetzten Kuwait und verhängte dazu umfassende Wirtschaftssanktionen. Trotz deren Wirksamkeit vertrieb eine mit UN-Resolution 678 autorisierte Staatenkoalition die irakische Armee im Zweiten Golfkrieg von Januar bis März 1991 gewaltsam aus Kuwait. Dabei zerstörten die USA und Großbritannien weitgehend die Angriffsfähigkeit und Infrastruktur des Irak. Sie ließen Iraks Diktator Saddam Hussein jedoch als Gegengewicht zum Iran an der Macht.
Während des Zweiten Golfkriegs hatte Saddam Hussein R-17-Raketen gegen Israel eingesetzt. Daraufhin wuchs die Sorge vor ballistischen Kurz- und Mittelstreckenraketen und Massenvernichtungsmitteln im Besitz sogenannter Schurkenstaaten.
Am 3. April 1991 verhängte UN-Resolution 687 einen unbefristeten Waffenstillstand, verlangte die Abrüstung irakischer Massenvernichtungsmittel und verlängerte dazu überraschend die Wirtschaftssanktionen auf unbestimmte Zeit. Die Bedingung für ihre Aufhebung lautete nun: “Iraq must have cooperated in all respects.” Als Ziel legte die Resolution eine von ABC-Waffen gänzlich befreite Region fest, verlangte also auch von den Nachbarstaaten des Irak die Beendigung aller entsprechenden Rüstungsprogramme. Dieses Ziel verfolgte der UN-Sicherheitsrat jedoch nicht weiter. Dessen Mitgliedsstaaten selbst hatten dem Irak in den 1980er Jahren Bauteile und Materialien für ABC-Waffen geliefert. 2002 besaßen fünf Staaten der Region (Ägypten, Iran, Israel, Libyen, Syrien) chemische, drei davon auch biologische, Israel auch atomare Waffen.
Mittels der pauschal formulierten Bedingung in Resolution 687 lehnten die USA und Großbritannien dem Irak jede Lockerung der Sanktionen ab. An deren Folgen starben von 1991 bis 2003 nach UN-Angaben Millionen Iraker, während das Regime gestärkt wurde. Das Öl-für-Lebensmittel-Programm der UNO, das im Dezember 1996 in Kraft trat, besserte die Lage kaum.
Von 1991 bis 1998 zerstörten die Inspektoren der United Nations Special Commission (UNSCOM) etwa 90 % der gefundenen Massenvernichtungsmittel und 980 von 1000 ballistischen Raketen des Irak. Jedoch blieb der Konflikt wegen immer neuer Vorwürfe der USA und Großbritanniens und dem intransparenten Taktieren des Irak bestehen. Der UN-Sicherheitsrat verabschiedete bis 2003 13 UN-Resolutionen, um die angenommene Entwicklung von ABC-Waffen des Irak wirksam zu beenden.
Bushs Nachfolger Bill Clinton übernahm die Eindämmungspolitik und lehnte Militärinterventionen im Mittleren Osten ab. Doch nach dem Sieg der Republikaner bei den Kongresswahlen 1994 wurden Rufe nach einem Sturz Saddam Husseins in den USA laut. Im Januar 1998 verweigerte dieser die Fortsetzung der laufenden Waffeninspektionen. Daraufhin forderte das neokonservative Project for the New American Century (PNAC) in einem offenen Brief an Clinton baldige militärische Angriffe auf den Irak mit dem Ziel, sein Regime von der Macht zu entfernen. Nur so lasse sich ausschließen, dass der Irak Massenvernichtungsmittel einsetzen und damit drohen könne. Der US-Kongress beschloss im Oktober 1998 mit großer Mehrheit den Iraq Liberation Act: Der Irak dürfe keine Massenvernichtungsmittel erhalten, die demokratische Opposition des Landes sei zu unterstützen und ein Regimewechsel sei anzustreben. Clinton unterzeichnete das Gesetz und erklärte, Saddam Husseins Sturz sei moralisch wie sicherheitspolitisch geboten. Damit war dieses Ziel für die künftige Irakpolitik festgeschrieben. Clinton setzte es jedoch nicht um und hielt angesichts der zersplitterten irakischen Opposition die meisten Hilfsmittel an sie zurück.
Im Dezember 1998 brachen die UN-Inspektoren ihre Untersuchung ab, weil die USA Luftangriffe auf vermutete irakische Rüstungsfabriken angekündigt hatten. Clinton ließ diese ohne UN-Mandat mit der Operation Desert Fox bombardieren. Weil die USA dazu auch Daten der Inspektoren benutzten, ließ der Irak diese nicht wieder einreisen. Darum legte die UNSCOM keinen Abschlussbericht vor. Ihr Leiter Scott Ritter urteilte jedoch 1999: Bis Ende 1998 habe der Irak sein chemisches und biologisches Waffenprogramm abgebaut sowie seine Langstreckenraketen zerstört, so dass er Nachbarstaaten nicht mehr bedrohe. Die Überwachung irakischer Rüstungsfabriken habe funktioniert und lasse sich unter UN-Hoheit wirksam fortsetzen.
Auf Druck der USA und Großbritanniens verlangte die UN-Resolution 1284 im November 1999 neue Waffeninspektionen unter alleiniger UN-Hoheit und mit mehr Befugnissen. Der Irak lehnte diese bis November 2002 ab, weil er die Weitergabe von Inspektionsergebnissen für militärische Angriffe fürchtete.

### Entscheidung zum Regimesturz
Als gewählter US-Präsident (November 2000) band George W. Bush den Personenkreis des PNAC in seine Regierung ein: Donald Rumsfeld wurde Verteidigungsminister, Paul Wolfowitz sein Stellvertreter, Richard Armitage Vize-Außenminister, Richard Perle Vorsitzender des Defense Policy Board Advisory Committee. Am 30. Januar 2001 beriet der Nationale Sicherheitsrat (NSC) erstmals über einen Regimewechsel im Irak. Laut dem früheren Finanzminister Paul O’Neill stand dieses Ziel fest, nur der Weg dorthin sei diskutiert worden. Im Februar traf Bush Großbritanniens Premierminister Tony Blair und beriet vorrangig die künftige Irakpolitik mit ihm. Am 16. Februar 2001 ließen beide Regierungen einige Außenbezirke Bagdads jenseits der Flugverbotszonen bombardieren und signalisierten damit eine aggressive Haltung gegenüber Saddam Husseins Regime. Der damalige Bundesaußenminister Joschka Fischer unterstützte diese Angriffe bei seinem USA-Besuch am 22. Februar 2001. US-Außenminister Colin Powell erklärte, die Eindämmung sei erfolgreich, der Irak könne seine Nachbarn nicht mehr angreifen.
Im April 2001 forderte Sicherheitsberater Paul Wolfowitz im Kabinett, sich dem Irak zuzuwenden, da dieser den Bombenanschlag auf das World Trade Center 1993 unterstützt haben müsse. Damit widersprach er dem Antiterrorspezialisten Richard Clarke, vorrangig sei Al-Qaida zu bekämpfen. Bis Juli 2001 entwickelte das Verteidigungsministerium der Vereinigten Staaten Pläne für einen möglichen militärischen Eingriff im Irak, von dem sich Rumsfeld für die USA „eine wesentlich verbesserte Position in der Region und andernorts“ versprach. Favorisiert wurden jedoch zunächst Pläne zur Unterstützung von Exilirakern mit Waffen.
Infolge der Terroranschläge am 11. September 2001 befahl Rumsfeld seinen Assistenten, rasch Informationen zu besorgen, ob man Saddam Hussein, nicht nur Osama bin Laden, gleichzeitig schlagen könne. Sie sollten alles dazu sammeln, auch Dinge, die nicht auf das Ereignis bezogen seien. Richard Perle riet Bush, unbedingt auch Staaten für die Anschläge verantwortlich zu machen, die Terroristen beherbergen. Dem folgte Bush in seiner Abendansprache. Am nächsten Tag diskutierte Bushs Kabinett über die Reaktion. Ein möglichst rasch eingeleiteter Krieg in Afghanistan gegen das dortige Taliban-Regime, das Al-Qaida stützte, war Konsens. Rumsfeld verlangte, zugleich auch den Irak anzugreifen und dieses Kriegsziel öffentlich zu verkünden, um so auch verbündete Staaten darauf zu verpflichten. Dem widersprach Powell: Die US-Bevölkerung erwarte als erstes einen wirksamen Angriff auf Al-Qaida. Bush bezog den Irakkrieg daraufhin in seine mittelfristige Planung ein.
Im November 2001 ließ er die Eventualpläne des Verteidigungsministeriums für einen Angriff auf den Irak aktualisieren. Am 27. November befahl Rumsfeld General Tommy Franks: Vorzubereiten sei eine schnelle „Enthauptung“ des Irak, damit dessen Regierung keine Zeit zur Truppenverlegung erhalte. Ein unilaterales Vorgehen sei als mögliche Option festzuhalten. Um einen Kriegsanlass zu schaffen, wollte Rumsfeld neue Inspektionen fordern. Wolfowitz warnte, man dürfe nicht nur irakische Massenvernichtungsmittel betonen, sondern müsse auch die barbarische Diktatur Saddam Husseins detailliert beschreiben und dazu Material aus den frühen 1990er Jahren erneut verbreiten. Am 18. Dezember wies das US-Außenministerium intern darauf hin, die USA könnten Deutsche und Franzosen allenfalls für einen Irakkrieg gewinnen, wenn sie Verbindungen zwischen Saddam Hussein und Al-Qaida beweisen, alle diplomatischen Mittel zur Abrüstung des Irak ausschöpfen und ein UN-Mandat für den Angriff erreichen würden. Am 16. Dezember betonte Powell erneut, Iraks Regime sei erfolgreich eingedämmt worden und anders als 1991 keine Gefahr mehr für die Region. Die US-Regierung strebe wie die UNO erneute Waffeninspektionen im Irak an und erwäge, einen Umsturz von innen zu fördern.
Am 29. Januar 2002 bekräftigte Bush in seiner Rede zur Lage der Nation vor dem US-Kongress: Der Irak sei Teil einer Achse des Bösen. Er werde nicht zulassen, dass solche Staaten und ihre „terroristischen Verbündeten“ Massenvernichtungsmittel erlangen und damit die USA bedrohen könnten. Kommentatoren beurteilten die Rede als fast gleichbedeutend mit einer Kriegserklärung. Am 13. Februar erklärte Bush, er werde sich „alle Optionen offenhalten“ und „nicht in die Karten schauen lassen“. Im März unterbrach er ein Senatorentreffen mit den Worten: “Fuck Saddam, we’re taking him out.” Vizepräsident Dick Cheney teilte Blair mit, die USA würden Saddam Hussein notfalls auch ohne ihre Verbündeten stürzen. Am 14. März richtete Bushs Sicherheitsberaterin Condoleezza Rice Blair aus: Bush müsse noch überlegen, „wie man die internationale Öffentlichkeit davon überzeugt, dass eine Militäraktion gegen den Irak notwendig und gerechtfertigt ist.“ Am 5. April erklärte Bush öffentlich, er sei nun entschlossen, dass „Saddam weg muss“. Die US-Regierung hielt seinen gewaltsamen Sturz also für unumgänglich und erwog nur noch, auf welche Weise die Zustimmung anderer Staaten zu erreichen sei.
Blair wollte den Irak wie Powell zunächst nicht in den Krieg gegen den Terror einbeziehen. Ein von ihm angefordertes Optionspapier für seinen bevorstehenden Besuch bei Bush legte am 8. März 2002 dar, dass ein Irakkrieg sich für die Öffentlichkeit nicht mit einem Regimesturz oder als Selbstverteidigung, sondern nur mit der Gefahr irakischer Massenvernichtungsmittel und einem Verstoß Iraks gegen UN-Resolution 687 von 1991 legitimieren lasse. Staatssekretär John Williams erhielt den Auftrag, eine Medienkampagne für eine Invasion mit UN-Mandat vorzubereiten. Bei ihrem Treffen im April 2002 riet Blair Bush, sich um ein UN-Mandat zu bemühen, um die Europäer besser von einem Angriff auf den Irak überzeugen zu können. Im Juni 2002 befahl Bush der 101. Luftlandedivision, der 3. US-Armee und dem 5. Corps, sich auf den Angriff vorzubereiten. Dazu bombardierten die United States Army Air Forces und die britische Royal Air Force nun kriegswichtige Infrastruktur in der südlichen Flugverbotszone des Irak (Operation Southern Focus). Ende Juni 2002 befahl Bush, die Invasionstruppen an den Persischen Golf zu verlegen. Nach seinem USA-Besuch berichtete Richard Dearlove, Chef des MI6, Blair am 23. Juli 2002, die US-Regierung halte Saddam Husseins militärische Entmachtung für „unvermeidlich“ und versuche, die Geheimdienstberichte diesem Ziel anzupassen.
Daraufhin entschied Blair, sich am Irakkrieg zu beteiligen. Sein Außenminister Jack Straw fand die Kriegsbegründung „dünn“, da Saddam Hussein keine Nachbarstaaten bedrohe und weniger Massenvernichtungsmittel als Libyen, Nordkorea oder der Iran besitze. Um Militärgewalt leichter juristisch zu rechtfertigen, solle man dem Irak ein Ultimatum stellen, UN-Waffeninspektoren wieder ins Land zu lassen. Falls das Irakregime dies erwartungsgemäß ablehne, würden mehr Europäer den Regimewechsel gutheißen. Das Gesprächsprotokoll dieses Treffens (Downing Street Memo) wurde am 1. Mai 2005 bekannt.

### Konflikt um die UN-Beteiligung
Am 17. Juli 2002 erklärte der frühere UNSCOM-Leiter Scott Ritter, der Irak könne etwaige Altbestände von B- und C-Waffen nicht länger als drei oder fünf Jahre konservieren und diese Mittel allenfalls seit 1998 mit neu aufgebauten Fabriken herstellen. Bisher hätten die Geheimdienste dazu keine Fakten vorgelegt. Er glaube daher, dass die USA die Forderung nach Inspektionen als Mittel benutzten, ihren beabsichtigten Krieg zu rechtfertigen.
Am 4. August 2002 warnte Brent Scowcroft, Sicherheitsberater des ehemaligen US-Präsidenten Bush senior, im US-Fernsehen eindringlich vor einem Angriff auf den Irak. Am 5. August warnte Colin Powell Bush vor Kosten und möglichen Folgen des Irakkriegs, etwa einer Destabilisierung der Region und Schädigung der Weltwirtschaft, und betonte die notwendige Einbindung der UNO. Blair erklärte Bush am 7. September, dass ein unilaterales Vorgehen die Zustimmung zum Krieg in Großbritannien und Westeuropa gefährden würde. Auch James Baker, Lawrence Eagleburger und George Kennan warnten vor dem Irakkrieg oder einem Alleingang.
Am 12. September erklärte UN-Generalsekretär Kofi Annan vor der Generalversammlung, der Irak müsse die Inspektionen unverzüglich wieder zulassen und vollständig kooperieren. Andernfalls müsse der UN-Sicherheitsrat seine Verantwortung wahrnehmen. Zugleich warnte er: Jeder Staat dürfe sich nur im Fall eines Angriffs selbst verteidigen. Darüber hinaus gebe es keinen Ersatz für ein UN-Mandat. Bush verlangte daraufhin eine UN-Resolution, die ultimativ die sofortige Einreise von UN-Waffenkontrolleuren in den Irak verlangen und andernfalls Krieg androhen sollte. Sonst verliere die UNO ihre Glaubwürdigkeit und werde irrelevant. Bis zum 16. September erreichte Annan in Gesprächen mit Iraks Außenminister Naji Sabri die schriftliche bedingungslose Einreiseerlaubnis für die UN-Inspektoren und gab sie persönlich bekannt. Damit verhinderte er, dass die US-Regierung verweigerte Inspektionen zum Anlass für einen direkten Angriff auf den Irak nehmen konnte. In den folgenden zwei Monaten handelte der UN-Sicherheitsrat den Wortlaut der Resolution aus. Nach dem Wunsch von Cheney und Rumsfeld sollte diese den Irak zwingen, sämtliche Details seiner Waffenprogramme aufzudecken, um ihn entweder wegen fehlender Angaben oder wegen Angaben über noch vorhandene Massenvernichtungsmittel angreifen zu können. Diesen Versuch unterlief Frankreich mit dem Gegenvorschlag, die Kriegsentscheidung erst nach dem Abschlussbericht der Inspektoren und einstimmig zu fällen.
Am 17. September beschloss die US-Regierung die neue Nationale Sicherheitsstrategie. Sie erklärte, die USA müssten Freiheit und Gerechtigkeit weltweit verteidigen, weil diese Prinzipien überall gälten und keine Nation sich davon ausnehmen könne. Sie beanspruchte das Recht des US-Präsidenten, zur nationalen Selbstverteidigung Präventivkriege auch ohne UN-Mandat zu führen, um es gar nicht erst zu einer akuten Bedrohung der USA kommen zu lassen. Diese „Bush-Doktrin“ wurde 2005 erneuert und blieb bis Januar 2009 in Kraft.
Anfang Oktober legte die CIA dem Geheimdienstausschuss des Senats ein geheimes National Intelligence Estimate (NIE) vor, das behauptete, der Irak besitze Massenvernichtungsmittel. Es war in wenigen Tagen aus älteren Berichten zusammengestellt worden und sollte entsprechende Angaben von Regierungsvertretern nachträglich untermauern. Daraufhin ermächtigte der Kongress der Vereinigten Staaten den US-Präsidenten am 10. Oktober mit großer Mehrheit zum unilateralen Irakkrieg mit der Begründung: Der Irak setze entgegen seinen internationalen Verpflichtungen seine ABC-Waffenprogramme fort. Er unterstütze und beherberge Terrororganisationen, darunter Mitglieder von Al-Qaida. Er setze die brutale Unterdrückung seiner Zivilbevölkerung fort und bedrohe damit Frieden und Stabilität in der Region. Er habe ein Attentat auf George Bush senior geplant, halte einen US-Bürger als Geisel fest und habe tausende Male auf Militärs gefeuert, die UN-Resolutionen durchsetzten. Die Anschläge vom 11. September 2001 unterstrichen die ernste Gefahr, dass Terrorgruppen Massenvernichtungsmittel erwerben könnten. Der Irak habe Fähigkeit und Willen gezeigt, diese Waffen einzusetzen, und bedrohe die USA entweder durch einen Überraschungsangriff damit oder durch ihre Weitergabe an Terroristen, die einen solchen Angriff ausführen würden. Das Risiko der extremen Schäden dadurch rechtfertige die Selbstverteidigung der USA. UN-Resolution 687 habe den Gebrauch aller notwendigen Mittel angekündigt, um die vollständige Einstellung der ABC-Programme des Irak zu erzwingen. Die Irakresolution des Kongresses von 1998 verlange die Entmachtung des Irakregimes, wenn es die UN-Auflagen nicht erfülle. Somit sei der US-Präsident zu militärischen Maßnahmen gegen den Irak autorisiert.
Am 24. September 2002 veröffentlichte die britische Regierung das Dossier Iraq’s Weapons of Mass Destruction. Es behauptete B- und C-Waffen des Irak, eine Wiederaufnahme seines Atomwaffenprogramms, Uranankauf in Afrika und die Einsatzfähigkeit von Massenvernichtungsmitteln innerhalb von 45 Minuten. Die Quellen wurden geheim gehalten. Am 3. Februar 2003 folgte das 19-seitige Dossier Iraq – Its Infrastructure of Concealment, Deception and Intimidation. Es sollte die Erfolglosigkeit der laufenden UN-Inspektionen und die Notwendigkeit eines Militärschlags belegen. Auf dieser Basis beschloss eine Mehrheit des britischen Parlaments am 18. März 2003, den Irakkrieg mitzutragen.

### Neue UN-Inspektionen

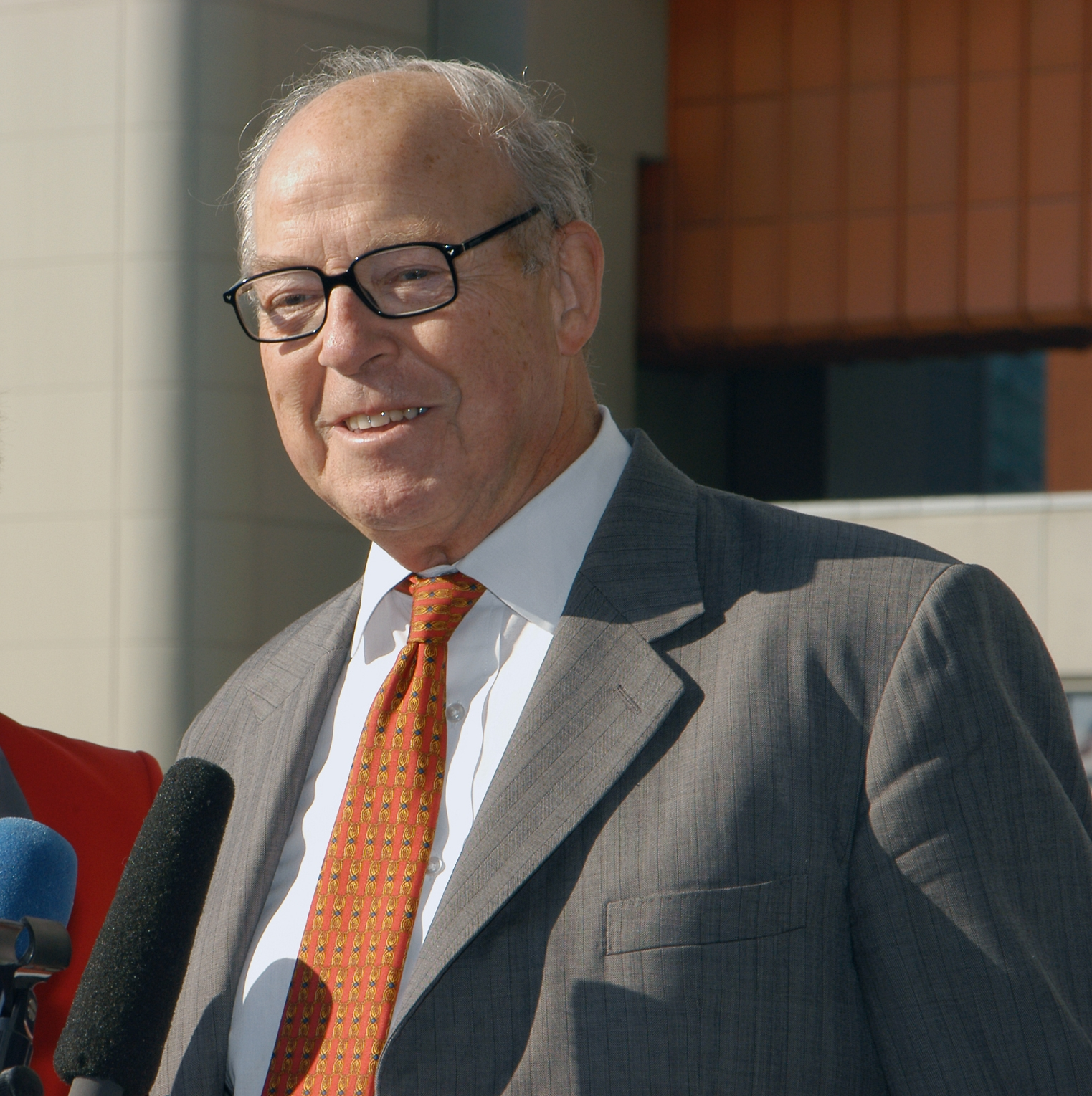
Hans Blix, 2002

Am 8. November 2002 beschloss der UN-Sicherheitsrat die UN-Resolution 1441. Danach sollten die neugeschaffene UNMOVIC und die Internationale Atomenergieorganisation (IAEA) unter der Leitung von Hans Blix gemeinsam alle ausgewählten zivilen und militärischen Anlagen im Irak unangekündigt untersuchen und irakische Wissenschaftler auch im Ausland befragen dürfen. Die Resolution forderte den Irak nochmals ultimativ auf, diese Bedingungen und alle früheren Resolutionen einzuhalten. Sie drohte „ernste Konsequenzen“ an, falls der Irak die Inspektionen behindern und ABC-Rüstungsprogramme verschweigen werde. Ob und wann dieser Fall eingetreten sei und welche Konsequenzen daraus folgen sollten, sollte der UN-Sicherheitsrat feststellen. Die Resolution legitimierte also nicht den Einsatz militärischer Gewalt.
Daraufhin ließ der Irak die Inspektoren einreisen. Am 27. November 2002 nahmen sie ihre Arbeit auf. Am 8. Dezember übergab der Irak der UNO fristgerecht einen 12.000 Seiten starken Rüstungsbericht. Die nichtständigen Sicherheitsratsmitglieder erhielten nur eine 3500 Seiten starke Kurzfassung davon. Anfang Januar 2003 erklärte Blix, bislang kooperiere der Irak zufriedenstellend mit den Inspektoren. Man habe keine ballistischen Raketen, keine Produktionsstätten für Atomwaffen und keine Biowaffen gefunden. Die Angaben im Rüstungsbericht des Irak seien zu 95 % wahrscheinlich zutreffend. Offen seien noch Fragen nach Altbeständen von B- und C-Waffen. Der Irak habe verbindlich zugestimmt, dies einvernehmlich zu klären.
Blair strebte seit Anfang 2003 eine zweite UN-Resolution für einen Militäreinsatz an. Der britische Generalstaatsanwalt Peter Goldsmith hatte übereinstimmend mit den Rechtsberatern des britischen Außenministeriums vom 23. Juli 2002 an wiederholt klar begründet, ein solches UN-Mandat sei für eine legale Militärintervention zwingend erforderlich. Der Wunsch nach einem Regimewechsel sei keine legale Basis für eine Militäraktion. Selbstverteidigung und humanitäre Intervention entfielen in diesem Fall. Eine Berufung auf ältere UN-Resolutionen sei rechtlich problematisch. Blair hatte geantwortet, da Iraks Regime die verbotenen Massenvernichtungsmittel produziere, könnten die UN-Auflagen nur durch den Regimewechsel durchgesetzt werden. Deshalb gilt sein Streben nach dem UN-Kriegsmandat als Versuch, sich einen legalen Deckmantel für die schon gefallene Entscheidung zum Regimesturz an der Seite der USA zu verschaffen.
Blair bat Goldsmith Anfang 2003, schriftliche Ratschläge bis zum Abschluss der UN-Inspektionen zu unterlassen. Am 30. Januar bekräftigte Goldsmith dennoch in einer Notiz für Blair, UN-Resolution 1441 autorisiere nach korrekter Interpretation keine Militärgewalt und verlange eine neue Entscheidung des UN-Sicherheitsrats. Am 31. Januar teilte Bush Blair mit: Falls die USA kein UN-Mandat erhielten, werde ohnehin eine Militäraktion folgen. Der Bombardierungsbeginn sei auf den 10. März datiert. Die Diplomatie müsse sich nach dieser Planung richten. Blair erklärte sich bereit, alles für Saddam Husseins Abrüstung zu tun. Falls man sie erhalten könne, sei eine zweite UN-Resolution vorteilhaft als Rückversicherung für spätere Hilfe anderer Staaten. Dass sie legal notwendig sei, sagte er nicht. Beide bezweifelten, dass die Inspektoren je etwas finden würden, und waren sich uneinig, wie man dann die Zustimmung anderer Staaten zum Krieg erreichen könne. Bush erwog drei Optionen, den Irak zum Krieg zu provozieren, darunter, ein in den Farben der UNO lackiertes Spionageflugzeug der USA über dem Irak fliegen zu lassen. Falls der Irak darauf feuere, habe er die UN-Resolution gebrochen.
Um das UN-Kriegsmandat zu erreichen, versuchte Colin Powell Iraks Verstöße gegen die Auflagen der Resolution 1441 am 5. Februar 2003 in einer 70-minütigen Rede umfassend zu belegen. Weil die Belege sie nicht überzeugten, stimmten die Vetomächte Frankreich, Russland und China sowie die meisten nichtständigen Ratsmitglieder, darunter Deutschland, gegen die Kriegsresolution. Zudem legten Deutschland und Frankreich einen Plan für mehr Waffeninspektoren und eventuell den Einsatz von Blauhelmsoldaten vor. Daraufhin gab die US-Regierung ihr Streben nach einem UN-Kriegsmandat auf.
Der Abschlussbericht der UNMOVIC vom 7. März 2003 ergab nach über 500 Inspektionen keine Funde verbotener Waffen und keine Spuren ihrer Herstellung, auch nicht an Orten, die die CIA als wahrscheinliche Waffenfabriken angegeben hatte. Er bestätigte Angaben von Rolf Ekeus (UNSCOM) und dem Exiliraker Hussein Kamel, wonach der Irak bis 1995 alle seine B- und C-Waffen zerstört und die Programme dafür eingestellt hatte. Blix erklärte, es sei unglaubhaft, dass die CIA sich ganz sicher sei, es gebe diese Waffen, aber überhaupt nicht wisse, wo sie sich befänden. Er hatte schon im Februar positive Beweise von den westlichen Geheimdiensten verlangt, da die Nichtexistenz dieser Waffen im ganzen Irak kaum zu beweisen sei. Nun verlangte er zwei bis drei Monate mehr Zeit, um Waffenverstecke an bisher nicht inspizierten Orten des Irak auszuschließen. Die USA und Großbritannien lehnten ab.

## Begründungen

### Einsatzfähige Bio- und Chemiewaffen

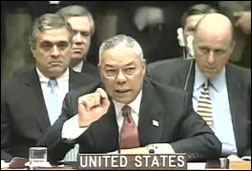
Colin Powell am 5. Februar 2003 vor dem UN-Sicherheitsrat

Die CIA hatte in Rechenschaftsberichten für den US-Kongress von 1998 bis Mitte 2002 immer wieder fehlende Beweise für erneuerte B- und C-Waffenprogramme des Irak betont. Um festzustellen, ob sie existierten, hatte CIA-Direktor George Tenet am 7. Februar 2001 neue Inspektionen gefordert, da die Luftüberwachung des Irak nicht ausreiche. Das NIE vom Oktober 2002 behauptete dann jedoch, der Irak habe seit Jahren größere Vorräte an Sarin, Senfgas, VX und vielen anderen C-Waffen aufgebaut und könne die USA damit angreifen. Die Angaben beruhten großenteils auf veralteten Schätzungen zu irakischen Waffenvorräten von 1991 und unzuverlässigen Aussagen von Exilirakern. Auf deren Aussagen stützte sich die CIA, weil sie seit 1998 keine Agenten mehr im Irak hatte und die Regierung seit dem 11. September 2001 Belege verlangte. Auf Rückfragen von Bush (Dezember 2002) und Powell (Januar 2003) bezeichnete Tenet die Belege dafür laut Zeugen als „todsicher“ (slam dunk) und als „felsenfest“ (rock solid).
In Übereinstimmung damit fasste Colin Powell am 5. Februar 2003 vor dem UN-Sicherheitsrat die wichtigsten Kriegsbegründungen zusammen. Er nannte als Hauptverstöße des Irak gegen UN-Resolution 1441: Obstruktion von UN-Inspektionen, Versteck von Waffenvorräten und -fabriken, einsatzfähige B- und C-Waffen, Bau von Atombomben, Besitz von Langstreckenraketen und Kontakte mit Al-Qaida-Terroristen. Er behauptete mobile C-Waffen-Fabriken auf Schienen und Straßen, für die es Augenzeugenberichte gebe. Dazu zeigte er 3D-Computergrafiken von LKWs. Sie könnten in einem Monat mit Anthrax oder Botulin zehntausende Menschen töten. Dazu zitierte er fast wörtlich Aussagen eines irakischen Überläufers, den die CIA nicht selbst verhört hatte und den sie „Curveball“ nannte. Infolge dieser Präsentation wuchs die Zustimmung zur Irakinvasion laut Umfragen in den USA von 50 auf 57 Prozent.

### Bau von Atombomben
Die CIA ermittelte nach dem 11. September 2001, dass Osama bin Laden seit 1993 versucht hatte, Atomwaffen oder atomwaffenfähiges Uran zu kaufen. Er sollte auch Kontakte zu Abdul Qadeer Khan gehabt haben, dem Konstrukteur von Atombomben für Pakistan. Dieser hatte seinerseits Kontakte zu islamistischen Organisationen und wurde des weltweiten Handels mit Atomwaffentechnologie verdächtigt. Wegen dieser Erkenntnisse wuchs in der US-Regierung die Sorge, Al-Qaida könne über diktatorische Drittstaaten in den Besitz von Atomwaffen gelangen. Schon diese bloße Möglichkeit sollte unter allen Umständen verhindert werden. Dabei wussten die westlichen Geheimdienste, dass der Irak sein früheres Atomprogramm spätestens 1998 beendet hatte. Die IAEO hatte dies festgestellt und seit 1997 keine verbotenen Aktivitäten dazu gefunden. 1999 bestätigte der UN-Sicherheitsrat dieses Ergebnis. Am 12. Februar 2001 hatte Donald Rumsfeld öffentlich versichert, der Irak sei aktuell wahrscheinlich keine nukleare Bedrohung.
Die New York Times berichtete am 8. September 2002: Der Irak habe laut Regierungsvertretern versucht, im Niger 60.000 Aluminiumröhren zu kaufen, die für Zentrifugen zur Urananreicherung gedacht seien. Die USA hatten eine für den Irak bestimmte Schiffsladung dieser Röhren abgefangen. Laut Gutachten von Nuklearexperten vom April 2001 waren die Röhren nur zum Bau von gewöhnlichen Raketenwerfern geeignet, wie sie der Irak besaß. Dennoch behaupteten Condoleezza Rice, Donald Rumsfeld und Dick Cheney nun oft ein weit fortgeschrittenes Programm des Irak zum Bau von Atombomben. Bei Rückfragen nach Belegen beriefen sie sich auf Quellenschutz. Man wisse nicht, wann Saddam Hussein diese Bomben besitze, dürfe aber nicht abwarten, bis „der endgültige Beweis in Gestalt einer atomaren Pilzwolke auftaucht“. Am 18. September behauptete Rumsfeld, der Irak sei keine fünf Jahre mehr vom Bau von Atombomben entfernt. Im Oktober 2002 bezweifelten interne CIA-Notizen, dass der Irak Material für den Bau von Atombomben zu kaufen versucht habe und besitze. Diese Vorbehalte standen auch in der Zusammenfassung des NIE für Bush. Neun interne CIA-Berichte stützten dann jedoch die Behauptung, die Röhren seien für ein Atomprogramm gedacht.
Public-Relations-Experten nahmen eine andere von der CIA angezweifelte Behauptung in das britische Dossier vom 24. September 2002 auf: Der Irak habe in einem ungenannten Land Afrikas eine erhebliche Menge Yellowcake (Uranoxid, anreicherungsfähiges Uran) zu kaufen versucht. Der Zweck sei unklar, da der Irak kein ziviles Atomenergieprogramm habe. Laut Zeugenaussagen vom März 2003 informierte George Tenet das Senate Foreign Relations Committee am selben Tag, zwischen 1999 und 2001 habe der Irak 500 Tonnen Uranoxid vom Niger zu kaufen versucht. Die Menge genüge für eine Atombombe. Damit wollte er Zweifel ausräumen, ob die abgefangenen Aluminiumröhren tatsächlich für verbotene Zentrifugen bestimmt seien. Am 26. September sagte Powell vor dem Ausschuss aus, der Uranankauf bestätige Iraks andauernde atomare Ambitionen. Beide Aussagen überzeugten genügend Kongressabgeordnete, der Kriegsermächtigung für Bush zuzustimmen. Am 19. Dezember 2002 warf das Außenministerium dem Niger erstmals öffentlich vor, er habe Uran an den Irak verkauft, und fragte, warum der Irak den Kauf verberge. Beide Staaten bestritten das.
Bush sprach in seiner Rede in Cincinnati am 7. Oktober 2002 von den Aluminiumröhren und wollte ursprünglich auch den Uranankauf erwähnen. Tenet veranlasste, dass diese Passage mangels Beweisen aus dem Redeentwurf gestrichen wurde. Am 29. Januar 2003 behauptete Bush in seiner Regierungserklärung: „The British government has learned that Saddam Hussein recently sought significant quantities of uranium from Africa. – Die britische Regierung hat erfahren, dass Saddam Hussein kürzlich erhebliche Mengen von Uran aus Afrika gesucht hat.“ Diesmal war Tenet nicht vorab über den Redeentwurf informiert worden.
In seiner UN-Rede verzichtete Powell auf die Aussage zum Uranankauf, weil er sie nach Bushs Januarrede als unzuverlässig einstufte. Er wies auch auf den seit April 2001 laufenden Expertenstreit zu den vom Irak gekauften Aluminiumröhren hin, erwähnte jedoch nicht, dass führende Nuklearexperten dreier Staaten und die UN-Inspektoren die Röhren in detaillierten Berichten als für Zentrifugen ungeeignet erklärt hatten. Er behauptete, sie seien viel dicker, als für vergleichbare Raketenwerfer der USA nötig sei. Ebendiese Aussage hatten Geheimdienstanalysten ihm nur Tage zuvor als unzutreffend erläutert und zu unterlassen geraten. Wie zuvor Rice und Cheney stützte sich Powell auf dieses einzige physische Beweisstück, weil sich nur damit ein erneuertes, für die USA gefährliches Atomprogramm des Irak plausibel machen ließ.

### Zusammenarbeit mit Al-Qaida
Nach dem 11. September 2001 autorisierte der US-Kongress Bush per Gesetz dazu, alle notwendigen Maßnahmen gegen Staaten, Organisationen und Personen zu ergreifen, die an den Anschlägen jenes Tages beteiligt waren. Um den angestrebten Regimewechsel im Irak mit diesem Gesetz zu rechtfertigen, legten Vertreter der US-Regierung von da an eine direkte Verbindung Saddam Husseins mit Al-Qaida im Irak nahe. Am 25. September erklärte Bush, die beiden „arbeiteten gemeinsam“ (work in concert). Am Folgetag sagte er, es gebe Al-Qaida-Mitglieder im Irak, der seit langem enge Bande mit Terrorgruppen habe. Gemeint sein konnte allenfalls Ansar al-Islam, eine im Sommer 2001 in Nordirak gegründete kurdisch-islamistische Gruppierung. Am 19. November erwähnte Rumsfeld eine erhebliche „Interaktion zwischen Al Qaida und Leuten im Irak“. Er bezog sich auf einen Aufenthalt des Jordaniers Abu Musab az-Zarqawi im Sommer 2002 in Bagdad, gab aber auf Nachfragen keine Details dazu an. Zarqawi wurde ohne Belege als Al-Qaida-Mitglied dargestellt. Weder Kongressausschüsse noch verbündete Staaten erhielten und fanden Belege dafür. Im Juni 2002 schloss ein interner CIA-Bericht Kontakte Zarqawis zur Baath-Partei Saddam Husseins aus.
Um die Zustimmung des US-Kongresses für den geplanten Irakkrieg zu erreichen, begründete die Bush-Regierung diesen jedoch auch nach Zarqawis Ausreise aus dem Irak mit seinem Bagdadbesuch. Am 27. September behauptete Rumsfeld „kugelsichere Beweise“ für ihre Verbindung. Am 7. Oktober 2002 behauptete Bush, der Irak habe Al-Qaida-Mitglieder im Bombenbau und im Umgang mit Giften und tödlichen Gasen ausgebildet. Die Gefahr sei, dass Al-Qaida ein Auswuchs von Saddams Wahnsinn und Hass und seiner Fähigkeit werde, Massenvernichtungsmittel weltweit zu verbreiten. Nach der Kongressresolution vom 10. Oktober behauptete die Regierung ein Treffen des Al-Qaida-Entführerpiloten Mohammed Atta mit einem irakischen Geheimdienstagenten in Prag. Sicherheitsberater Stephen Hadley und Stabschef Lewis Libby drängten die CIA ab Januar 2003, dieses Treffen schriftlich zu bestätigen. Sie sahen erst davon ab, nachdem die zuständige CIA-Sachbearbeiterin mit ihrem Rücktritt gedroht und Tenet sie unterstützt hatte. In seiner Regierungserklärung vom Januar 2003 sagte Bush: „Stellen Sie sich jene 19 Entführer mit anderen Waffen und Plänen vor – diesmal von Saddam Hussein bewaffnet.“ Am 5. Februar 2003 erklärte Powell vor der UNO, der Irak „beherberge“ Zarqawi und habe ihm eine Basis für Al-Qaida-Verbündete in Bagdad erlaubt; dieses Netzwerk bilde Terroristen in einem Lager der Ansar al-Islam im Umgang mit Gift und Explosivstoffen aus. Am 11. Februar 2003 deutete Powell eine Videobotschaft von Osama bin Laden gegen ihren Wortlaut als „Partnerschaft“ mit dem Irak. Bin Laden hatte die Muslime im Falle eines Angriffs auf den Irak zum Kampf gegen Amerikaner aufgerufen, zugleich aber dessen „heidnisches“ und „abtrünniges“ Regime kritisiert.
Blair schloss am 6. Februar 2003 eine Beteiligung des Irak an den 9/11-Anschlägen aus, behauptete jedoch ebenfalls eine akute Gefahr, der Irak werde Massenvernichtungsmittel an Terrorgruppen weitergeben. Es gebe Hinweise, dass die Betreiber einer Chemiewaffenfabrik im Norden des Irak diese Stoffe weltweit verkauften. Auch Verbindungen zu Al-Qaida seien nicht auszuschließen. Bush erklärte am 6. März: Der 11. September 2001 habe gezeigt, was Terroristen mit vier Flugzeugen anrichten könnten. Man werde nicht abwarten, zu sehen, was Terroristen oder Terrorstaaten mit Massenvernichtungsmitteln tun könnten. Am 17. März erklärte Bush: Der Irak habe Terroristen unterstützt, ausgebildet und beherbergt, darunter Vertreter von Al-Qaida.
Nach Saddams Sturz, als keine Massenvernichtungsmittel im Irak gefunden wurden, griffen manche Regierungsvertreter Thesen erneut auf, die die CIA schon zurückgezogen hatte. So behauptete Cheney am 14. September 2003, Atta habe in Prag tatsächlich einen Iraker getroffen. Im Oktober sandte der Pentagonstaatssekretär Douglas J. Feith, Leiter des Office of Special Plans, eine Liste aller ihm bekannten Geheimdienstberichte über angebliche Kontakte zwischen Irakern und Al-Qaida-Mitgliedern an den Kongress. Die konservative Zeitschrift The Weekly Standard veröffentlichte Teile davon im November und behauptete unter dem Titel Case closed: Nunmehr sei eine „Arbeitsbeziehung“ (operational relationship) inklusive Training mit Massenvernichtungsmitteln zwischen Osama bin Laden und Saddam Hussein von 1990 bis 2003 dokumentiert. 50 nummerierte Punkte der Liste markierten nur die wichtigsten Höhepunkte dieser Beziehung. So hätten Bin Laden und sein Vertreter Aiman az-Zawahiri im Dezember 1998 in Afghanistan zwei irakische Offiziere getroffen. Im Dezember 2000 habe die Nationalgarde Saudi-Arabiens erfahren, dass Saddam Hussein bei Anschlägen Al-Qaidas auf US-Stützpunkte in ihrem Land helfen wolle, und sei daher in Alarmbereitschaft versetzt worden. Für W. Patrick Lang, den früheren Leiter der Defense Intelligence Agency im Mittleren Osten, zeigte die Liste eher erfolglose Kontaktversuche beider Seiten und somit das Scheitern einer Arbeitsbeziehung. Das Verteidigungsministerium erklärte die durchgesickerte Liste für „inakkurat“, sah in der Bekanntgabe einen Geheimnisverrat und kündigte Rechtsschritte an.

### Menschenrechtsverletzungen
Das Regime Saddam Husseins hatte seit 1979 zahlreiche Massenmorde verübt, vor allem im Krieg gegen den Iran (1980–1988) gegen Iraner und Kurden, später auch gegen irakische Schiiten. Diese Verbrechen wurden durch legale und illegale Waffenlieferungen auch aus westlichen Staaten ermöglicht. Zudem ließ das Regime bis 2003 bis zu 290.000 Menschen „verschwinden“. Westliche Proteste blieben aus.
Anders als bei den Interventionskriegen der 1990er Jahre begründeten die USA und Großbritannien den Irakkrieg nur sekundär mit dem Schutz von Menschenrechten irakischer Bevölkerungsteile. Im März 2003 sollten ihre Hinweise auf frühere Verbrechen Saddam Husseins vor allem die Bedrohung durch vermeintliche irakische Massenvernichtungsmittel herausstellen. Erst nachdem keine dieser Waffen gefunden wurden, trat die humanitäre Begründung in den Vordergrund.
Auch einige liberale Autoren befürworteten den Regimesturz, unabhängig von den Motiven der US-Regierung. Michael Ignatieff etwa meinte, die Iraker seien nun besser vor Folter und Gasangriffen geschützt, und verlangte, Menschenrechtsaktivisten sollten Saddams Sturz als Schritt zur Befreiung der Iraker akzeptieren, weil sie Regierungen jahrzehntelang zum Einsatz gegen brutale Diktatoren gedrängt hätten. Die positiven Wirkungen des Irakkriegs seien ethisch höher zu bewerten als rechtmäßige Motive.
Im November 2003 behauptete Blair, man habe bislang in Massengräbern im Irak Überreste von 400.000 Personen entdeckt. Die Angabe wurde weit verbreitet, als glaubwürdig eingestuft und auch von der Entwicklungsbehörde USAID übernommen. Im Juli 2004 räumte Blairs Sprecher jedoch ein, dass sie falsch war: Man habe in jenen Gräbern (55 von 270) bislang etwa 5000 Leichen gefunden.

### Demokratisierung
Infolge des Zusammenbruchs der Sowjetunion hatten Mitglieder der US-Regierung seit 1990 eine weitere Ausdehnung der Marktwirtschaft und Demokratisierung von Diktaturen gefordert, besonders in Regionen von besonderem US-Interesse. Die neokonservativen Republikaner drängten darauf, die US-amerikanische Hegemonie zur Ausbreitung des marktwirtschaftlichen Modells zu nutzen und dazu das Saddam-Regime zu stürzen. Sie stützten sich dabei nach Aussage von Robert Kagan nicht auf geheimdienstliche Erkenntnisse. Sie erwarteten, ein demokratischer Irak werde zur Demokratisierung der ganzen Region beitragen, amerikanische Werte verbreiten, andere Diktaturen von Großmachtstreben abschrecken, die Erdölversorgung der USA zu sichern helfen und langfristig auch den Schutz Israels verbessern. Diese Kriegsbegründung stand nach dem 11. September 2001 jedoch nicht im Vordergrund, sondern die terroristische Gefährdung der USA. Die Irakinvasion wurde als „Vorwärtsverteidigung“ begründet, auch damit traditionelle Konservative ihr zustimmen würden. So erklärte Paul Wolfowitz am 29. Mai 2003, die Massenvernichtungsmittel Bagdads seien nie der wichtigste Kriegsgrund der US-Regierung gewesen. Man habe sich darauf konzentriert, weil jeder Mitarbeiter der zuständigen US-Behörden diesem Grund habe zustimmen können.
Die Demokratisierungsabsicht gilt im historischen Rückblick als maßgeblicher Kriegsgrund. So vertrat US-Präsident Bush im Februar 2003 eine Dominotheorie, wonach ein demokratischer Irak die „Kraft der Freiheit“ zeigen werde, die ganze Region zu transformieren und ihre Bevölkerung für dieses Vorbild zu begeistern. Dick Cheney bekräftigte im April 2003, Demokratie im Mittleren Osten sei das, was Bush antreibe. Nachdem keine Massenvernichtungsmittel im Irak gefunden wurden und Bush wiedergewählt worden war, begründete er die Invasion in seiner Regierungserklärung 2005 vorrangig mit dem Demokratisierungsziel.

### Bruch der UN-Resolution 1441
Seit Powells UN-Rede behaupteten die USA und Großbritannien, der Irak habe Massenvernichtungsmittel vor den Inspektoren versteckt und damit UN-Resolution 1441 gebrochen. Damit rückten sie davon ab, dass nur ein positiver Beweis von Massenvernichtungsmitteln des Irak diesen Bruch belege.
Nach seinem Treffen am 11. Februar 2003 mit John Bellinger, dem Rechtsberater des NSC, näherte sich Peter Goldsmith dessen Ansicht an. In seinem 13-seitigen Rechtsgutachten vom 7. März, das 2005 bekannt wurde, nannte er ältere UN-Resolutionen als mögliche legale Basis für den Militäreinsatz, falls der Irak nachweislich nicht voll mit den UN-Inspektoren kooperiert habe. Jedoch würde ein Strafgericht diese Begründung wahrscheinlich nicht gelten lassen. In seinem kurzen Gutachten vom 17. März erklärte Goldsmith den bevorstehenden Krieg ohne Vorbehalt für legal, ohne den Bruch der UN-Resolution 1441 zu belegen und auf gegenteilige Angaben des UNMOVIC-Berichts vom 7. März einzugehen.
Gemäß diesem Rechtsgutachten argumentierten die kriegführenden Staaten: UN-Resolution 678 von 1990 habe dem Irak „alle notwendigen Maßnahmen“ angedroht, um Frieden und Stabilität in der Region wiederherzustellen. Nach dem Golfkrieg habe UN-Resolution 687 von 1991 diese Drohung nur ausgesetzt, bis der Irak seine Massenvernichtungsmittel vollständig und nachprüfbar durch die UN-Inspektoren abrüsten werde. Ein materieller Bruch dieser Resolution setze die Autorität für Zwangsgewalt wieder in Kraft. UN-Resolution 1441 von 2002 habe diesen andauernden Bruch festgestellt und „ernste Konsequenzen“ angedroht, falls der Irak in der festgelegten Frist nicht vollständig mit den UNMOVIC-Inspektoren kooperiere. Deren Abschlussbericht vom 7. März 2003 habe offene Punkte festgehalten, wo der Irak nicht kooperiert habe. Somit seien die Sicherheitsratsmitglieder berechtigt, die in UN-Resolution 687 auferlegte vollständige Abrüstung mit militärischer Zwangsgewalt durchzusetzen. Am selben Tag stellte Bush Saddam Hussein ein Ultimatum zur Ausreise aus dem Irak. Am 19. März 2003 befahl er trotz des Vetos von drei Sicherheitsratsmitgliedern den Angriff.

## Entkräftung

### Keine Bio- und Chemiewaffen
Der Irak hatte im Jahre 1991 die Bestände an biologischen Waffen vernichtet, hatte dies jedoch verheimlicht. Selbst Regierungsmitglieder waren über die tatsächliche Sachlage im Unklaren. Saddams Vetter Ali Hasan al-Madschid, auch bekannt als Chemie-Ali, fragte ihn in einer Besprechung vor dem Irakkrieg: „Haben wir Massenvernichtungswaffen?“
Die angeblichen mobilen Biowaffenfabriken des Irak wurden seit Mai 2003 bezweifelt. Die CIA behauptete den Fund entsprechend ausgerüsteter LKWs, zog die Angabe aber kurz darauf als Irrtum zurück. Am 8. Juni 2003 bestritt Powell, dass die gefundenen LKWs gewöhnliche Wasserstofftanker waren. Wegen der bekannten Täuschungen der Iraker brauche die Suche Geduld. Dick Cheney behauptete im Januar 2004 erneut, die gefundenen LKWs bewiesen die Herstellung von Massenvernichtungswaffen. Tenet verwies dagegen am 5. Februar auf widersprüchliche Zeugenaussagen dazu. Medienberichte deckten auf, dass es Falschaussagen von Exilirakern wie „Curveball“ waren. Am 3. April 2004 räumte Powell ein, die von ihm zuvor geprüften Quellen für rollende Waffenfabriken hätten sich als nicht solide erwiesen. Das sei ein Versagen der CIA, das aufgeklärt werden müsse.
Die 1400 Personen umfassende Iraq Survey Group (ISG) der US-Regierung fand keine Massenvernichtungsmittel. Nach ihrem Abschlussbericht (Duelfer Report) vom 30. September 2004 hatte der Irak die entsprechenden Programme bis spätestens 1995 gestoppt und keine Restbestände versteckt oder ins Ausland geschafft. Doch habe das Saddam-Regime geplant, die illegalen Waffenprogramme nach den Inspektionen und Sanktionen neu zu starten. In Bagdad hätten mehrere Laboratorien nach 1991 kontinuierlich verschiedene Gifte in kleinen Mengen für Attentate und Geheimdienstaktionen hergestellt. Am 12. Januar 2005 erklärten die USA die Suche nach Massenvernichtungsmitteln im Irak für eingestellt.
Erst infolge des Rücktritts von ISG-Leiter David Kay im Januar 2004 erlaubte Bush dem US-Senat eine Prüfung der Geheimdienstberichte zu Massenvernichtungsmitteln des Irak. Er bestand darauf, die Prüfer selbst zu ernennen. Die siebenköpfige Robb-Silberman-Commission durfte nur nichtöffentlich tagen und den Umgang der US-Regierung mit Geheimdienstinformationen nicht behandeln. Vom 5. Februar 2004 bis 31. März 2005 befragte sie hunderte Experten und sichtete tausende Dokumente mit dem Ergebnis: Die Geheimdienste hätten sich in fast jedem Punkt zu irakischen Massenvernichtungsmitteln völlig geirrt. Die CIA habe frühere Annahmen über vorhandene Restbestände von Waffen und Rüstungsprogrammen des Irak jahrelang ungeprüft beibehalten und sich zudem auf unzuverlässige Angaben ausländischer Geheimdienste verlassen. CIA-Mitarbeiter hätten diese aber nicht absichtlich verzerrt, sondern an ihre damaligen Annahmen geglaubt. Keiner der Befragten habe unter politischem Druck Aussagen geändert. Der Bericht entlastete Bush und Cheney von jeder Mitverantwortung für Falschangaben.
Am 28. März 2004 wurden „Curveballs“ Kontakte mit dem Exiliraker Ahmad Tschalabi bekannt, den die USA zuvor für Informationen zu mobilen Biowaffenfabriken bezahlt und als Nachfolger Saddam Husseins vorgesehen hatten. David Kay bezeichnete „Curveball“ „durch und durch als Fabrikator“. Die Übernahme seiner Aussagen sei ein schwerer Fall fehlender Sorgfaltspflicht. Der Bundesnachrichtendienst (BND) gab bekannt, dass er „Curveball“ seit 1999 vernommen und seine Aussagen 2002 an die CIA übermittelt, aber vor ihrer Unzuverlässigkeit gewarnt hatte. Damit widersprach er CIA-Angaben, der BND habe sie über „Curveballs“ Aussagen irregeführt. Die CIA gab damit zu, dass kein CIA-Vertreter ihn direkt befragt hatte.
Investigative Journalisten klärten auf, wie „Curveballs“ Angaben in Powells Rede gelangt waren. Deren Erstentwurf hatte der Stab von Dick Cheney unter Lewis Libby verfasst. Viele Falschaussagen darin stammten aus dem Office for Special Plans (OSP) von Pentagonberater Paul Wolfowitz. Powell hatte diesen Entwurf zurückgewiesen, dennoch blieben einige Aussagen daraus im Redetext. Ein Informant aus Saddams politischem Beraterstab hatte „Curveballs“ Angaben bestritten. Ein CIA-Offizier hatte am 3. Februar 2003 Bedenken gegen ihre Aufnahme in die Rede geäußert. Er erhielt jedoch zur Antwort, der Krieg sei ohnehin beschlossene Sache. Daraufhin hatte Tyler Drumheller, der für Europa zuständige CIA-Chef, Tenet telefonisch auf „Curveballs“ Unzuverlässigkeit hingewiesen. Gleichwohl zitierte Powell dessen Aussagen in seiner Rede fast wörtlich. Drumheller gab an, er habe den Satz zu den rollenden Biowaffenlabors schon Ende Januar 2003 als Fehler zurückgewiesen und Tenet und seinen Vertreter John E. McLaughlin persönlich darüber informiert. Man habe ihm versprochen, den Fehler aus dem Redeentwurf zu entfernen, obwohl „Curveballs“ Angabe die einzige stichhaltige Aussage zu B-Waffen des Irak sei. Powells Sekretär Lawrence Wilkerson erklärte, Tenet habe Powell auf dessen Nachfrage die Zuverlässigkeit von „Curveballs“ Angaben versichert. Tenet und McLaughlin erinnerten sich nicht an diesen Dialog. Am 9. September 2005 erklärte Powell: Bei der Prüfung der Quellen hätten ihm einige Geheimdienstmitarbeiter ihre Bedenken verheimlicht. Seine UN-Rede sei der „Tiefpunkt“ seiner Karriere. Dennoch mache Saddam Husseins Sturz ihn froh.
Am 5. November 2007 gab die CBS Corporation „Curveballs“ Realnamen Rafid Ahmed Alwan, seine Falschangaben zu seinem Beruf und die Warnungen des BND vor seinen unzuverlässigen Angaben bekannt. Alwan erklärte, er habe den BND und die CIA belogen, um zum Sturz Saddams beizutragen. Laut dem früheren BND-Leiter August Hanning hatten die USA den BND schon am 25. September 2001 gebeten, alle Angaben „Curveballs“ zum Irak mitzuteilen. Der BND habe sie mehrfach davor gewarnt, diese Angaben als gesichert darzustellen. Er selbst habe Tenet seine Bedenken brieflich mitgeteilt. Man habe ihm versichert, die Angaben nicht für Powells UN-Rede zu verwenden. Die USA hätten den BND also gezielt zur Begründung des Irakkriegs missbraucht. Er habe sich schriftlich darüber beschwert. Die CIA nahm keine Stellung dazu. Drumheller bestätigte, er habe Hannings Warnbrief an Tenet übermittelt. Tenet bestritt dies und behauptete, er habe erst 2005 von Zweifeln des BND an Alwans Aussagen erfahren.

### Kein Bau von Atombomben
Am 20. November 2001 hatte Barbro Owens-Kirkpatrick, die US-Botschafterin im Niger, berichtet, die französischen Eigentümer der Uranminen im Niger hielten einen Ankauf von 500 Tonnen Uran (einem Sechstel der Jahresproduktion) wegen der strengen Kontrollen für unmöglich. Ein Analyst des US-Außenministeriums hatte zugestimmt: Der Irak würde nicht wagen, bei so einem Großeinkauf ertappt zu werden. Französische Ermittler hatten das bestätigt und die ihnen präsentierten Kaufdokumente als Fälschung eingestuft. Trotzdem hatten sie ein Team in den Niger gesandt, das keine Spur eines illegalen Uranverkaufs fand. US-General Carlton W. Fulford war im Februar 2002 in den Niger gereist und hatte ebenfalls nichts gefunden. Im selben Monat reiste auch der Diplomat Joseph C. Wilson im Auftrag der CIA in den Niger, um Iraks vermuteten Uranankauf aufzuklären. Er befragte zwei Wochen lang dutzende Beamte und fand heraus, dass es keine Kaufvereinbarung mit dem Irak gab und die Uranminen des Niger streng überwacht wurden. Sein Bericht darüber bestätigte die früheren Berichte der US-Botschafterin. Nachdem Bush am 29. Januar 2003 den Uranankauf des Irak in Afrika behauptete, fragte Wilson beim Außenministerium nach, auf welches Land sich Bush bezogen habe. Man versicherte ihm, der Niger sei nicht gemeint. Jedoch hatte das Ministerium ohne Wilsons Wissen den angeblichen Uranankauf im Niger auf einer Liste von Verstößen des Irak gegen Resolution 1441 aufgeführt und der IAEO auf deren monatelange Nachfrage Dokumente über die angebliche Kaufvereinbarung zugestellt.
Am 7. März 2003 erklärte IAEO-Direktor Mohammed el-Baradei vor dem UN-Sicherheitsrat, diese Dokumente seien eine offenkundige Fälschung. Das Team seines Vertreters Jacques Baute hatte in wenigen Stunden entdeckt, dass sie mit gefälschten Signaturen längst nicht mehr amtierenden Ministern Nigers zugeschrieben wurden, grobe Rechtschreibfehler und Kopierschnitte enthielten. Auch war keine auch nur annähernd große Menge des angeblich verkauften Urans aus den streng kontrollierten Minen Nigers verschwunden und als vermisst gemeldet worden. Die IAEO fand nicht heraus, wer die Dokumente gefälscht hatte. Die Behörden der USA und Großbritanniens bestritten die Fälschung nicht, trugen aber auch nichts zu ihrer Aufklärung bei. Powell erklärte die Angelegenheit am 9. März 2003 für abgeschlossen; die Fälschung sei im Ausland, nicht in den USA entstanden.
Die europäischen Staaten fanden dadurch jedoch auch die übrigen von den USA vorgetragenen Beweise zweifelhaft. Am 14. März beantragte Senator Jay Rockefeller vom Geheimdienstausschuss des Senats bei FBI-Direktor Robert Mueller, die Fälschung zu untersuchen. Am 31. März 2003 beschrieb der Journalist Seymour Hersh den Vorgang und fragte, wie die Fälschung in Bushs Januarrede gelangen konnte. Habe die Regierung sich selbst belogen oder absichtlich schlechte Information gegeben? Laut Hersh gab ein CIA-Vertreter an, die CIA habe die Dokumente zum Uranankauf erst nach Bushs Rede erhalten und gewusst, dass sie nicht vertrauenswürdig waren. Analysten des Energieministeriums und des Außenministeriums hätten die Echtheit bezweifelt. Doch habe man abgewartet, ob Powell die Aussage selbst zurückziehen werde. Jemand müsse die gefälschten Dokumente absichtlich in Umlauf gebracht haben. Das könne nicht ohne Wissen der CIA geschehen sein. Der Vorgang sei im Interesse der US-Außenpolitik aufzuklären.
Wilson drängte zuständige Regierungsbeamte drei Monate lang erfolglos, die Falschaussage in den offiziellen Regierungsreden zurückzunehmen. Condoleezza Rice konnte die Herkunft der Aussage nicht nennen, wiederholte jedoch im Juni 2003, Saddam Hussein habe Atombomben herzustellen versucht. Daraufhin berichtete Wilson am 6. Juli 2003 in der New York Times über seine Afrikareise. Zu klären sei, ob die Regierung sein Ergebnis als unzutreffend verworfen oder wegen vorgefasster Urteile über den Irak absichtlich ignoriert habe.
Die Regierungsbeamten Lewis Libby, Karl Rove und Richard Armitage versuchten, Wilsons Aussagen zu diskreditieren, indem sie Tage später die Agententätigkeit seiner Frau Valerie Plame aufdeckten. Deswegen musste eine verdeckte Befragung irakischer Wissenschaftler beendet werden, die Plames CIA-Einheit durchgeführt hatte. Die Befragung hatte keinerlei Spuren eines Atomprogramms des Irak ergeben, sondern dessen Einstellung 1991 bestätigt. Libby wurde wegen vorsätzlichen Geheimnisverrats angeklagt und im Juni 2007 wegen Meineiden und Justizbehinderung verurteilt. Bush erließ ihm seine Haftstrafe, ließ aber sein Urteil bestehen. So verhinderte er, dass der Prozess fortgesetzt und aufgedeckt werden konnte, wer den Geheimnisverrat angeordnet hatte.
Mit Fragen nach der Falschaussage zum Uranankauf konfrontiert, machten Bush und Rice die CIA verantwortlich: Diese habe Bushs Januarrede vollständig geprüft. Rice räumte ein, es habe seit langem Bedenken gegen die Aussage gegeben. Diese waren im NIE vermerkt. Sie habe jedoch erst im März 2003 von der Fälschung der Kaufdokumente und erst im Juni von Wilsons Reise erfahren. Daraufhin erklärte der CIA-Direktor George Tenet am 12. Juli, er sei für die Prüfung der Rede Bushs verantwortlich. Die Urankaufaussage hätte nie in diese gelangen dürfen. Der Anstoß dazu kam nach CIA-Zeugen von dem Experten Robert G. Joseph aus dem Nationalen Sicherheitsrat. Dieser habe darauf verwiesen, dass die Briten die Aussage schon in ihr Dossier aufgenommen hatten, also als verlässlich ansahen. Joseph wiederum verwies darauf, die CIA habe ihm gegenüber keine Bedenken geäußert. Greg Thielmann, Experte des Außenministeriums für Waffenverbreitung, sah als Fehlerursache die vorgegebene Erwartung der Regierung: ‚Wir kennen die Antworten, gebt uns die Informationen, die diese Antworten untermauern.‘

### Keine Zusammenarbeit mit Al-Qaida
Die 9/11-Kommission fand keine Beweise für eine Zusammenarbeit des Iraks mit Al-Qaida. Sie wies nach, dass Saddam Hussein seit 1990 alle Hilfsersuchen von Al-Qaida-Mitgliedern abgelehnt oder ignoriert hatte. Ein Treffen zwischen Atta und einem Iraker in Prag gab es nicht, weil Atta im April 2001 in Florida war. Der Stabsbericht zu diesem Thema erschien noch vor dem Abschlussbericht im Juli 2004.
Der Geheimdienstausschuss des Senats überprüfte die Informationen von 15 Diensten der USA und stellte fest, der Irak habe keine Vorkenntnisse von den Al-Qaida-Anschlägen gehabt. Die CIA habe zwar einige zufällige Kontakte von Al-Qaida-Mitgliedern mit Irakern in den 1990er Jahren wahrscheinlich gemacht, aber keine förmliche Beziehung daraus gefolgert und jedes Urteil vermieden, dass Irak und Al-Qaida bei Terroranschlägen kooperierten. Senator Carl Levin, Vorsitzender des United States Senate Committee on Armed Services, untersuchte die vor dem Krieg ergangenen Warnhinweise der Geheimdienste dazu gesondert; sein Bericht erschien am 21. Oktober 2004.
Am 8. September 2006 veröffentlichte der Geheimdienstausschuss des Senats einen weiteren Bericht zu den Kriegsbegründungen der Bush-Regierung. Er fand keine Hinweise auf eine Verbindung des Saddam-Regimes mit Al-Qaida. Der Irak habe dem Terroristen Abu Musab al-Zarqawi keine Zuflucht geboten. Zwar sei dieser 2002 in Bagdad gewesen, aber Saddam Hussein habe das nicht gewusst und Zarqawis Festnahme angeordnet, als er es erfuhr. Er habe allen islamistischen Gruppen misstraut und alle Anfragen von Al-Qaida nach materieller oder operationaler Hilfe abgelehnt. Auch Osama bin Laden habe jede Zusammenarbeit mit dem Irak abgelehnt. Der Bericht zitierte eine Warnung des irakischen Geheimdienstchefs an Saddam, der Westen fabriziere eine Verbindung des Irak mit Al-Qaida als Kriegsgrund, und einen CIA-Bericht, der Kontakte des Saddam-Regimes mit Zarqawi bestritt. Das belegte der Bericht mit Originaldokumenten und erklärte die ideologischen Gegensätze zwischen der säkularistischen Baathpartei und den Islamisten. Auch hatte die irakische Führung dem Bericht zufolge kein aktives Atomprogramm und auch kein mobiles Labor zur Herstellung biologischer Waffen. Trotzdem behauptete Condoleezza Rice zwei Tage später erneut eine Verbindung des Irak zu Al-Qaida. Der Armeeinspektor General Thomas F. Gimble bestätigte dagegen im April 2007, es gebe keine solche Verbindung. Das Joint Advanced Warfighting Program vom Institut für Verteidigungsanalysen prüfte um die 600.000 Dokumente, die bei der Besetzung des Irak beschlagnahmt worden waren. Man fand darin keine Spur einer direkten Verbindung zwischen Saddam Hussein und Al-Qaida. Bestätigt wurden nur ältere Kontakte des Irak zu Terrorgruppen im Gazastreifen.
Am 9. Februar 2004 räumte Bush erstmals öffentlich ein, Zweifel an Geheimdienstberichten über Massenvernichtungsmittel im Irak seien begründet. Gleichwohl sei der Regimesturz notwendig gewesen. Im Dezember 2005, nach den Parlamentswahlen im Irak, erklärte Bush, „dass viele der nachrichtendienstlichen Erkenntnisse sich als falsch erwiesen.“ Er behauptete zugleich, auch die nicht am Irakkrieg beteiligten Staaten hätten diesen falschen Informationsstand gehabt. 2006 erklärte er jedoch: Niemand in seiner Regierung habe nahegelegt, der Irak habe die Anschläge vom 11. September 2001 befohlen. Am 26. Dezember 2008 in seinem letzten Interview als US-Präsident erklärte Bush: „Das größte Bedauern meiner ganzen Präsidentschaft muss das Versagen der Nachrichtendienste zum Irak sein.“ Er wünsche sich, deren Informationen wären andere gewesen. Aber auch bei zutreffenden Informationen hätte der Krieg stattgefunden, weil „Saddam Hussein nicht willens war, die Inspektoren hereinzulassen, um festzustellen, ob die UN-Resolutionen eingehalten werden oder nicht.“ Die erste Aussage gilt als Beispiel einer verdrehten Sprachlogik, weil Bush nur ein fremdes, kein eigenes Versagen bedauerte; die zweite gilt als seltsame Verdrängung der Tatsache, dass der Irak die Inspektoren ab November 2002 hatte ungehindert einreisen und alle Orte ihrer Wahl untersuchen lassen. Auch Tony Blair entschuldigte sich am 25. Oktober 2015 nur für „die Tatsache, dass die Informationen, die wir erhielten, falsch waren“ und „für den Fehler in unserem Verständnis, was nach dem Entfernen Saddams geschehen würde“, nicht aber für den Krieg selbst.

### Kein Schutz von Menschenrechten
Amnesty International (AI) dokumentierte seit 1980 regelmäßig und detailliert Verbrechen des Saddam-Regimes an Minderheiten im Irak. Diese Berichte fanden jedoch keine Resonanz bei westlichen Regierungen. Erst im Dezember 2002 warf ein britischer Regierungsbericht Saddam Hussein „systematischen Terror“ vor. AI kritisierte den Zeitpunkt und Tenor dieser Publikation als Kriegspropaganda: Die „selektive Aufmerksamkeit“ für Menschenrechtsverstöße im Irak sei „eine kalte und kalkulierte Manipulation der Arbeit von Menschenrechtsaktivisten“.
Kenneth Roth, Leiter der Organisation Human Rights Watch, erklärte am 17. Februar 2003: Die USA würden den bevorstehenden Irakkrieg nicht „für das Wohlergehen der Menschen im Irak“ führen, da sie ihre eigenen Menschenrechtsmaßstäbe nicht erfüllten. Im Januar 2004 erklärte Roth einen Vergleich des Irakkriegs mit dem Kosovokrieg von 1998 für unzulässig, da Saddams Regime zwar 1988, aber nicht im März 2003 Menschenrechte in dem Maß verletzt habe, das eine humanitäre Intervention gerechtfertigt hätte. Da 2003 kein Massenmord Saddam Husseins erfolgt sei, sei „das erste und wichtigste Kriterium für eine Intervention nicht erfüllt. Auch war das Motiv, Saddam anzugreifen, nicht in erster Linie humanitär. Als der Krieg begann, waren Saddams Menschenrechtsverstöße höchstens ein Randthema.“
Menschenrechtsaktivisten beurteilen die Eskalation der Gewalt zu bürgerkriegsähnlichen Zuständen, die Zunahme von Terroranschlägen, die Etablierung islamistischer Terrorgruppen und Kriegsverbrechen von Soldaten der Besatzungsmächte im Verlauf der Besetzung des Irak 2003–2011 als verheerendes politisches Versagen, oft auch als verbrecherische Folgen eines völkerrechtswidrigen Angriffskrieges.

### Manipulation von Geheimdienstberichten
In Großbritannien entdeckte der Politikwissenschaftler Glen Rangwala (Cambridge University) bis zum 5. Februar 2003, dass das zweite Irakdossier der Regierung großenteils ein Plagiat von 12 Jahre alten Quellen war. Der Journalist Richard M. Smith benannte im Juni 2003 vier Autoren, die das Dossier im Sinne der Regierung bearbeitet hatten. Am 29. Mai 2003 warf BBC-Reporter Andrew Gilligan Blairs Staatssekretär Alastair Campbell vor, er habe verlangt, die verfügbaren Informationen für das Septemberdossier zu übertreiben („sex up“). Nur eine Woche vor dessen Veröffentlichung sei die 45-Minuten-Behauptung trotz Bedenken von Experten eingefügt worden.
Daraufhin setzte das House of Commons das Foreign Affairs Committee (FAC) ein, das im Juni 2003 die Geheimdienstinformationen für das britische Parlament vor dem Irakkrieg prüfte. Es stellte keinen übermäßigen politischen Einfluss Campbells auf die Inhalte des Septemberdossiers fest. Dessen Autoren hätten nur die damaligen Annahmen wiedergegeben, wie sie auch das International Institute for Strategic Studies kurz zuvor geteilt habe. Jedoch hatte ihren Annahmen das aus den Erfahrungen der UNSCOM gewachsene Dogma zugrunde gelegen, dass Saddam Hussein die Inspektionen systematisch täusche und seine Rüstungsprogramme verberge. Deshalb hatte man nicht erwogen, dass fehlende Beweise auf fehlende Massenvernichtungsmittel des Irak hindeuten könnten.
Die britische Regierung verlangte daraufhin von der BBC, ihre Quelle aufzudecken, und behauptete Tage später, ihr sei der Informant bekannt. Am 15. Juli 2003 offenbarte der frühere UNSCOM-Inspektor David Kelly sich vor dem FAC als Informant der BBC; er war nachträglich zur Aussage vorgeladen worden. Am 18. Juli wurde er tot aufgefunden; die Anzeichen deuteten auf Suizid. Der Hutton-Bericht vom 28. Januar 2004 zu Kellys Todesumständen deckte einen E-Mail-Verkehr aus Blairs Büros auf. Danach fanden Blairs Beamte die Erstversion des Dossiers zu harmlos, weil daraus keine akute Angriffsfähigkeit des Irak auf Großbritannien hervorging. MI6-Chef Richard Dearlove räumte ein, die 45-Minuten-Gefahr sei im Dossier fehlgedeutet und „überbetont“ worden. Die ursprünglichen Angaben eines angeblich zuverlässigen höheren irakischen Offiziers hätten sich nur auf das mögliche Schlachtfeld Irak selbst bezogen, nicht auf Langstreckenangriffe. Andere Beamte sagten aus, sie hätten Sorge geäußert, bei einer derart starken Aussage einer einzigen Quelle zu vertrauen.
Trotzdem entlastete der Hutton-Bericht Blair und Campbell. Da die Iraq Survey Group gleichzeitig sämtliche Vorkriegsangaben Blairs als falsch bezeichnete, setzte dieser unter parlamentarischem Druck eine weitere fünfköpfige Untersuchungskommission unter Lord Robin Butler ein. Diese tagte nichtöffentlich und schloss: Der von Dearlove erwähnte irakische Offizier habe die 45-Minuten-Behauptung über Londoner Exiliraker (Iraq National Accord) dem Secret Intelligence Service (SIS) zugestellt und dafür nach Saddams Sturz einen Posten in der Übergangsregierung des Irak erhalten. Der SIS hatte nur drei weitere Quellen zu irakischen B- und C-Waffen des Irak und verwarf deren Informationen nach Saddams Sturz als unzuverlässig, was der SIS gegenüber Blair und der Hutton-Kommission verschwiegen hatte. Erst die Butler-Kommission erhielt Zugang zum Vorkriegswissen des Joint Intelligence Committee (JIC). Sie klärte die Entstehung des Septemberdossiers weitgehend auf und kritisierte, dass Blair es zu Unrecht als „extensiv, detailliert und autoritativ“ ausgegeben hatte. Damit diskreditierte sie eine wesentliche Grundlage der britischen Kriegszustimmung. Politische Konsequenzen daraus überließ Butler dem Parlament und den Wählern.
Vom Treffen Blairs mit Bush im April 2002 erschien ein Gesprächsprotokoll, das beider Entscheidung zum Regimechange auch ohne UN-Mandat belegte. Im Juni 2009 setzte Blairs Nachfolger Gordon Brown deshalb eine fünfköpfige Kommission unter John Chilcot ein. In seiner Befragung behauptete Campbell 2011, das Septemberdossier habe nur die verfügbaren Beweise unparteilich präsentieren, nicht den Krieg begründen sollen. Dem widersprach General Michael Laurie, der frühere Leiter des für die Luftraumüberwachung des Irak zuständigen Defence-Intelligence-Stabes, in einem Brief an Chilcot: Das Dossier sei genau für den Krieg verfasst worden. Sein Stab habe gegenüber dem JIC klargemacht, dass man keine Beweise für das Vorhanensein von Ausrüstung für Massenvernichtungsmittel im Irak habe finden können. Ihm sei klar gewesen, dass die Autoren des Dossiers unter politischem Druck standen, jedes Faktum so bedrohlich wie möglich erscheinen zu lassen. Die Schlussfolgerungen im Dossier seien über die der üblichen Geheimdienstberichte hinausgegangen. Erstmals bestätigte damit ein an der Entstehung des Dossiers beteiligter Experte den Manipulationsverdacht der BBC vom Mai 2003.
Der Abschlussbericht des Chilcot-Komitees sollte ursprünglich einige Monate nach den Zeugenbefragungen 2011 erscheinen. Er verzögerte sich jedoch mehrmals, unter anderem weil die britische Regierung den E-Mail-Verkehr zwischen Blair und Bush nicht freigab und viele Zeugen ihre Aussagen nicht veröffentlicht sehen wollten. Am 19. Oktober 2015 wurde eine Notiz von Colin Powell vom März 2002 bekannt, wonach Blair sich einer Militäraktion der USA im Irak auf jeden Fall anschließen werde. Blair hatte den britischen Wählern damals versichert, er plane keine Kriegsbeteiligung. Der Bericht wurde 2016 publiziert.

### Methodische Kampagne
Vier Experten vom britischen Carnegie Endowment for International Peace kritisierten im Oktober 2004, die US-Regierung habe die Gefahr irakischer Massenvernichtungsmittel „systematisch falsch dargestellt“. Man habe vor dem Krieg wissen können, dass von Saddam Hussein keinerlei unmittelbare Bedrohung mit ABC-Waffen und ballistischen Raketen ausgegangen sei. Zwar sei sein Vorrat an B-Waffen ungewiss gewesen, doch nicht genug, um einen Krieg zu rechtfertigen. Irgendwann im Jahr 2002 hätten Politiker die Nachrichtendienste ungebührlich zu beeinflussen begonnen. Wiederholte unangemeldete Besuche von Dick Chemey bei der CIA und Forderungen nach unsubstantiierten Berichten hätten die Geheimdienstler unter Druck gesetzt, bedrohlichere Urteile über den Irak zu fällen. Der Vizevorsitzende des National Intelligence Council Stuart Cohen verwies darauf, dass das Stichwort „akute Gefahr“ (imminent threat) im NIE von 2002 nicht vorkam. Joseph Cirincione antwortete wiederum, der Prozess der Gefahrenanalyse sei im Rückblick nach neun Monaten erfolgloser Suche im Irak eindeutig zerbrochen. Das NIE habe weit daneben gelegen.
Das Center for Public Integrity unter Charles Lewis stellte 935 öffentliche Falschaussagen von acht Regierungsvertretern dar, die sie zwischen dem 11. September 2001 und 2003 zu Massenvernichtungsmitteln des Irak und Verbindungen zu Al-Qaida gemacht hatten. Als „Falschaussagen“ definierte das Journalistenteam alle Behauptungen, soweit sie dem damaligen Informationsstand der Regierung gemäß den bis dahin bekannten Geheimdienstberichten nicht entsprachen. Er stellte beide Aussagenreihen in einer Zeittabelle nebeneinander, um den direkten Vergleich zu ermöglichen. Die weitaus meisten Falschaussagen erfolgten demnach von August 2002 bis zur Kongressresolution im Oktober 2002 und dann nochmals von Januar 2003 bis zum Kriegsbeginn im März 2003. Den Spitzenwert erreichte Powells UN-Rede vom 5. Februar 2003. Darum sprach Lewis bei der Vorstellung der Ergebnisse am 28. Januar 2008 von einer „sorgfältig orchestrierten Kampagne von Unwahrheiten“, die „methodisch propagiert“ worden sei. Ein Sprecher des Weißen Hauses wies die Studie am selben Tag als „grob fehlerhaft“ zurück, weil sie Befürworter der Irakinvasion im US-Kongress, im Ausland und in Geheimdiensten nicht berücksichtigt habe. Die US-Regierung hatte die Invasion jedoch schon viel früher und bis Juli 2002 allein gefordert und geplant. Die „Koalition der Willigen“ war erst nach der Abstimmungsniederlage der USA im UN-Sicherheitsrat gebildet worden.
Wegen dieser bis zum Krieg und darüber hinaus anhaltenden Kampagne glaubten Ende 2002 nach Umfragen 70 bis zu 90 % der befragten US-Bürger, Saddam Hussein wolle die USA früher oder später mit Massenvernichtungsmitteln angreifen. Zwischen 45 % und 66 % glaubten, er habe die Al-Qaida-Täter am 11. September unterstützt. Dies hatten unmittelbar nach den Anschlägen nur 3 % der Befragten geglaubt. Nach Powells UN-Rede wuchs die Zustimmung zur Irakinvasion in den USA laut einer Gallup-Umfrage von 50 % auf 57 %. Im Februar 2003 hielten es 72 % Umfrageteilnehmer für sehr oder ziemlich wahrscheinlich, dass Saddam Hussein persönlich  an den Anschlägen des 11. Septembers beteiligt gewesen sei, obwohl die Regierung das nicht behauptet, nur nahegelegt hatte. 76 % glaubten, Saddam unterstütze Al-Qaida. Das glaubten im August 2004 noch immer 50 % der befragten US-Amerikaner, obwohl der 9/11-Kommissionsbericht dies entkräftet hatte. Im Juli 2006 glaubten noch immer 64 % der befragten US-Bürger an enge Kontakte des Irak mit Al-Qaida vor dem 11. September 2001. Bei einer Befragung im August 2006 antworteten 85 % der im Irak stationierten US-Soldaten, ihre Mission sei „Vergeltung für Saddams Rolle“ bei 9/11.
Als einzige Zeitung der USA entschuldigte sich die Redaktion der New York Times am 26. Mai 2004 für ihre unkritische Berichterstattung vor dem Irakkrieg. Einige Berichte hätten von Regierungsbeamten gestreute Angaben eines kleinen Kreises von Exilirakern ungeprüft als zuverlässig dargestellt, ohne deren Interesse am Sturz Saddam Husseins zu berücksichtigen. Nachträglich als falsch erkannte Angaben seien manchmal gar nicht oder nur in unauffälligen Randnotizen auf hinteren Zeitungsseiten korrigiert worden. Vier von sechs genannten konkreten Beispielen stammten aus Artikeln von Judith Miller. Die Zeitung stellte einen zusätzlichen Redakteur zur Kontrolle solcher Berichte ein.

### Bruch des Völkerrechts
Der Irakkrieg brach laut den meisten Völkerrechtlern das Verbot von Angriffs- und Präventivkriegen nach Artikel 2 der UN-Charta und das Gewaltmonopol des UN-Sicherheitsrats für den Verteidigungskrieg. Das wussten die kriegführenden Regierungen. Am 7. März 2003 warnte Goldsmith Blair vor einer Strafverfolgung wegen des Verbrechens eines Angriffskrieges. Ein solches Strafverfahren hatten die USA und Großbritannien 1990 gegen Saddam Hussein wegen der Besetzung Kuwaits vorgeschlagen.
Am 24. Januar 2002 stellte das Center for Constitutional Rights den Konsens von über 1000 Rechtsprofessoren und Rechtsorganisationen in den USA fest: Jeder Präventivkrieg gegen den Irak wäre gemäß der UN-Charta ein Verbrechen. Das Center for Economic and Social Rights (Träger: Ford Foundation, New York City) fasste die Begründung dafür Anfang März 2003 nochmals zusammen: Da der Irak die USA nicht bewaffnet angegriffen habe und nicht am 11. September 2001 beteiligt gewesen sei, bestehe kein Recht zur Selbstverteidigung nach Artikel 51 der UN-Charta. Das Gewohnheitsrecht einer prä-emptiven Intervention gelte nur im Fall eines plötzlichen, überwältigenden, unvermeidbaren Angriffs, der keine anderen Mittel und keine Zeit zum Bedenken übriglasse. Eine antizipatorische Selbstverteidigung sei ausgeschlossen, zumal die USA und Großbritannien trotz ihrer fortgeschrittenen geheimdienstlichen Fähigkeiten keinerlei Beweise für Massenvernichtungsmittel und für eine akute Angriffsabsicht des Irak vorgelegt hätten. Nach 550 Inspektionen in vier Monaten habe die UNMOVIC weder Vorräte dieser Waffen noch die Fähigkeit des Irak gefunden, sie gegen die USA oder Großbritannien anzuwenden. Selbst Iraks Nachbarstaaten hätten bestritten, dass eine Militärintervention zu ihrem Schutz notwendig sei. Das Nürnberger Kriegsverbrechertribunal von 1946 habe jeden Präventivkrieg gegen eine hypothetische zukünftige Gefahr einstimmig als das „höchste internationale Verbrechen“ verurteilt; dieses Urteil sei in die UN-Charta übernommen worden. Die Rechtfertigung des Irakkriegs als humanitäre Intervention solle das notwendige UN-Mandat umgehen. Dieselben Staaten, die das nun versuchten, hätten die Menschenrechtsverletzungen des Irak in den 1980er Jahren systematisch ignoriert. Ein so gerechtfertigter Krieg werde die UNO entmachten und jeden Einzelstaat ermächtigen, willkürlich Militärgewalt anzuwenden, ohne sich vor allgemeinen Rechtsprinzipien zu verantworten. Die Irakpolitik der USA bedrohe somit den Daseinszweck der UNO und die globale Sicherheit. 44 Völkerrechtler in Australien (5. März 2003) und 16 weitere in Großbritannien (7. März 2003) stellten öffentlich fest, der Krieg sei nach allen verfügbaren aktuellen Informationen rechtswidrig. Keine der UN-Resolutionen seit 1990 rechtfertige ihn. Ohne UN-Mandat geführt, würde er das Völkerrecht ernsthaft unterminieren. Selbst mit UN-Mandat sei er ethisch noch kein gerechter Krieg und auch nicht klug oder humanitär. Ihn zu führen bedeute einen fatalen Bruch mit den in der UN-Charta niedergelegten Gründungsprinzipien der UNO.
UN-Generalsekretär Kofi Annan wiederholte am 12. März 2003, der bevorstehende Angriff auf den Irak ohne UN-Mandat wäre ein Bruch der UN-Charta. Danach erklärte er öfter, der Irakkrieg sei nicht im Einklang mit der UN-Charta geführt worden, vermied aber, ihn „illegal“ zu nennen. Im September 2003 warnte er, das Konzept des Präventivkriegs führe zum Zusammenbruch der internationalen Ordnung. Im September 2004 erklärte er in einem Interview: Nach dem Abschlussbericht der Inspektoren hätte eine zweite Resolution über die Schlussfolgerung aus den Ergebnissen entscheiden müssen. Auf Nachfrage antwortete er: Ja, gemessen an der UN-Charta sei der Irakkrieg illegal gewesen. Dies löste heftige Proteste der US-Regierung aus, die darin eine Einmischung in den laufenden Wahlkampf zur Wiederwahl von US-Präsident Bush sah. Die Reaktion zeigte eine bekannte strukturelle Schwäche der UNO: Sie oder Einzelstaaten können Brüche der UN-Charta durch Mitgliedsstaaten des UN-Sicherheitsrats rechtlich nicht sanktionieren und haben zu wenige eigene Soldaten, um UN-Resolutionen ohne die Militärmacht dieser Staaten durchzusetzen. Die weitaus meisten Völkerrechtler bestätigen Annans Auffassung: Nach Resolution 1441 wäre nur der Sicherheitsrat befugt gewesen, den materiellen Bruch der Auflagen durch den Irak festzustellen und die daraus folgenden ernsten Konsequenzen zu beschließen. Auch die früheren Resolutionen 678 (die 1991 erfüllt worden war) und 687 (die keine militärischen Konsequenzen androhte) boten ihrer Ansicht nach keine Rechtsbasis.
Bush hatte den von Bill Clinton vollzogenen Beitritt der USA zum Statut von Rom im Mai 2002 zurückgezogen und die Überstellung von US-Bürgern aus Drittstaaten an den Internationalen Strafgerichtshof (ISGH) mit bilateralen Verträgen und Schutzgesetzen verboten. Der ISGH kann Kriegsverbrechen von US-Bürgern allenfalls dann strafrechtlich verfolgen, wenn sie große Teile einer Zivilbevölkerung betreffen, Gerichte der USA sie nicht selbst anklagen wollen oder können oder der Weltsicherheitsrat entsprechende Fälle an den ISGH übergibt. Das wird auf absehbare Zeit nicht erwartet.
Der Völkerrechtsprofessor Francis A. Boyle und der frühere Staatsanwalt Vincent Bugliosi fordern seit 2008 in den USA eine Anklage gegen George W. Bush und Mitglieder seines Kabinetts wegen Mordes an im Irakkrieg getöteten US-Soldaten und wegen einer gemeinsamen Verschwörung zum Mord. Sie machen geltend, dass erwiesene absichtliche Falschbehauptungen (Lügen) in der Propagandakampagne vor dem Krieg den Straftatbestand des „böswilligen Vorsatzes“ für Mord erfüllen. Boyle hielt eine solche Anklage noch während Bushs Amtszeit trotz dessen Immunität rechtlich für möglich. Bugliosi fordert die Todesstrafe für Bush und schrieb dazu eine Anklageschrift in Buchform. Sie soll es jedem Staatsanwalt eines Distrikts oder Bundesstaates der USA ermöglichen, eine entsprechende Anklage für mindestens einen getöteten US-Soldaten in seinem Zuständigkeitsbereich zu erheben. Das Buch wurde ein Bestseller. Rezensenten halten eine Verurteilung Bushs wegen Mordes für aussichtslos, weil man dazu eine verabredete Irreführung der Bevölkerung, einen Plan zur Ermordung amerikanischer Soldaten, eine Umgehung amerikanischen Rechts oder eine Verschwörung Bushs mit irakischen Rebellen zum Töten der eigenen Soldaten beweisen müsste und es dafür keinen Präzedenzfall gibt.
Nur wenige Gerichte haben bisher über den Irakkrieg geurteilt. Das deutsche Bundesverwaltungsgericht entschied im Juni 2005, dass ein Bundeswehroffizier aus Gewissensgründen Befehle verweigern dürfe, die eine mögliche indirekte Unterstützung amerikanischer Truppen beträfen, weil schwere Bedenken hinsichtlich der Rechtmäßigkeit des Irakkriegs bestehen.
Im Januar 2010 urteilte eine Juristenkommission der Niederlande unter dem früheren Verfassungsrichter Willibrord Davids, der Irakkrieg sei völkerrechtswidrig gewesen. Die Berufung auf frühere UN-Resolutionen sei nicht tragfähig. Jan Peter Balkenendes Regierung habe sich auf fragwürdige Informationen der USA und Großbritanniens verlassen und sich gegen die außenpolitische Tradition der Niederlande im August 2002 fast diskussionslos für die Kriegsteilnahme entschieden. Der Bericht trug zur folgenden Wahlniederlage Balkenendes bei und hatte Rückwirkungen auf die britische Chilcot-Untersuchung.
Die von der UNO nicht anerkannte Kuala Lumpur War Crimes Commission verurteilte Bush und Blair im November 2011 in Abwesenheit nach dem Strafrecht Malaysias wegen der völkerrechtswidrigen Invasion des Irak. Im Mai 2012 verurteilte sie Bush, Cheney, Rumsfeld, Alberto Gonzales und einige Juristen der damaligen US-Regierung wegen Folter an infolge des Afghanistankriegs und des Irakkriegs inhaftierten Personen. Sie übergab den Fall dem ISGH.
Anlässlich des zwanzigsten Jahrestags des Beginns des Irakkrieges argumentierten deutsche Journalisten und Politiker, dass die Völkerrechtswidrigkeit und fehlende juristische Aufarbeitung dieses Krieges die Glaubwürdigkeit des Westens untergraben habe, insbesondere mit Blick auf die internationale Verurteilung des russischen Überfalls auf die Ukraine.

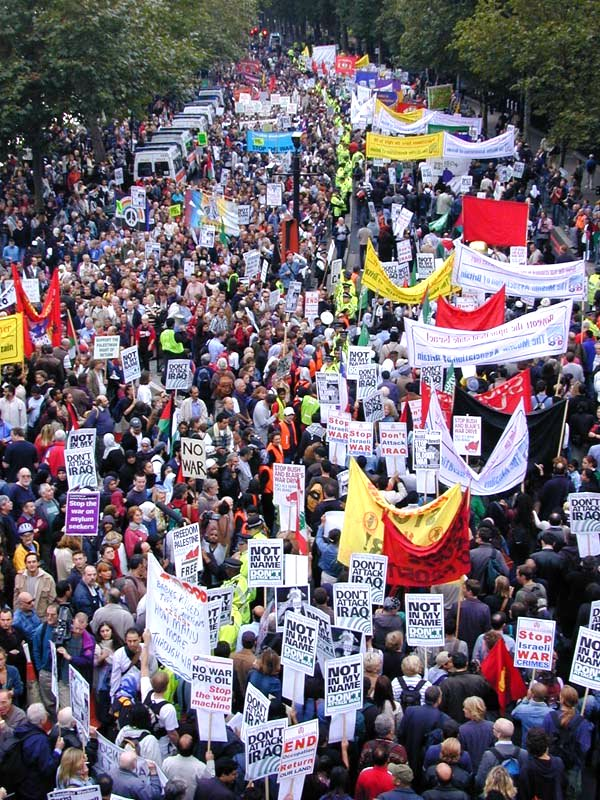
Kriegsgegner in London 2002

## Andere mögliche Kriegsgründe

### Erdölinteressen
Der Irak verfügt, nach Saudi-Arabien, über die zweitgrößten Erdölreserven der Region. Schon vor Kriegsbeginn vermuteten politische Beobachter und Journalisten, die US-Regierung wolle eine pro-amerikanische Regierung im Irak einsetzen, um den Interessen der einflussreichen US-amerikanischen Erdölindustrie entgegenzukommen, die Ölversorgung der USA sicherzustellen und deren Einfluss in der OPEC zu stärken. Die US-Regierung bestritt dies von Anfang an.
Laut Paul O’Neill malte Rumsfeld bei der NSC-Sitzung am 30. Januar 2001 die Vorteile eines von den USA abhängigen Iraks aus, darunter Zugang und eventuell Kontrolle seiner Ölfelder. Er habe betont, er strebe nicht den Regimewechsel, sondern die so mögliche Kontrolle der Massenvernichtungsmittel an. Die ihm unterstellte Defense Intelligence Agency bereitete detaillierte Landkarten mit irakischen Ölfeldern, Pipelines und Listen von nationalen und internationalen Vertragspartnern zu ihrer künftigen Ausbeutung vor. Anfang Februar gründete Cheney im Auftrag Bushs eine Energy Task Force. Diese traf sich regelmäßig mit Lobbyisten der amerikanischen Ölindustrie, ohne den US-Kongress darüber zu informieren. Am 3. Februar 2001 befahl Bush dem NSC, mit dieser Lobbygruppe zusammenzuarbeiten. Seine Regierung betrachtete den Zugang zu neuen Ölfeldern also gemäß der Carter-Doktrin von 1980 als Problem der nationalen Sicherheit.
Der Ökonom Joseph E. Stiglitz erklärte vor dem Krieg: Zwar sei der Einfluss von Ölinteressen auf Präsident Bush unbestreitbar, wie seine Energiepolitik und Förderung der heimischen Ölindustrie zeige. Doch die Folgen des Irakkrieges für den Ölpreis seien unberechenbar. Falls ein demokratisches Regime eingesetzt werde, könne dieses die Ölförderung des Irak stark ausweiten, um Mittel für den Wiederaufbau einzunehmen. Das würde den Ölpreis stark senken und so die Ölindustrie der USA wie auch anderer ölexportierender Staaten in den Ruin treiben. Oder Aufruhr in der muslimischen Welt könne die Ölversorgung der USA aus dieser Region kappen und so den Ölpreis erhöhen. Dies könne wie bei der Ölkrise 1973 enorme negative Folgen für die Weltwirtschaft haben.
Auch der spätere Nobelpreisträger William Nordhaus argumentierte im Januar 2003, dass aus ökonomischer Sicht „Öl kein wesentlicher Kriegsgrund“ sein könne.
Tatsächlich hatte sich die Menge an importiertem Öl aus dem Irak in die USA, im Vergleich zu Vorkriegsjahren, nicht signifikant verändert. Seit 1997 sinken die Netto-Importe von Rohöl in die USA.
Ungeachtet dieser Fakten sah Elmar Altvater dennoch die Motive für die Invasion in der Sicherung der strategischen Ölversorgung der USA. Durch das sich abzeichnende Überschreiten des globalen Ölfördermaximums bei weltweit steigendem Verbrauch habe dieses Ziel an Dringlichkeit zugenommen. Altvater weist darauf hin, dass Vizepräsident Cheney im Mai 2001 einen Bericht vorlegte, der einen um 68 % erhöhten US-amerikanischen Importbedarf für das Jahr 2020 ausweist. Durch die Besatzung des Landes solle dieser gesteigerte Bedarf gedeckt und gleichzeitig Konkurrenten der Zugang zu den irakischen Ölfeldern verwehrt bleiben.
Tatsächlich engagierten sich bei der Versteigerung der Ölrechte im Irak kaum amerikanische Bieter; Zuschläge erhielten vielmehr Firmen aus China und Russland.
Der Politologe Herfried Münkler argumentiert demgegenüber, die USA hätten schon im Kuwait-Krieg dafür interveniert, dass der Ölpreis auf dem Weltmarkt festgelegt werde. Das sei etwas anderes als das klassische imperialistische Interesse, eine zentrale Ressource unter die politische Verfügung zu bringen. Wäre es den USA nur darum gegangen, den Weltmarktpreis für Öl kurzfristig zu drücken, hätten sie das am ehesten mit einer Beendigung des Irak-Embargos erreichen können. Andere Sicherheitsexperten zogen den Schluss, dass der „Griff nach dem Öl“, wie Kritiker den Irakkrieg auch nannten, hinsichtlich eines möglichen Embargos zu riskant und langfristig sogar kontraproduktiv sei. Auch der Politikwissenschaftler Stephan Bierling hält die Annahme für widerlegt, die Invasion habe die Ölreserven des Irak unter Kontrolle der USA bringen sollen, weil die amerikanischen Ölkonzerne auf eine „Aufhebung der US- und UN-Sanktionen“ gedrängt hätten. Der zentrale Kriegsgrund seien nicht konkrete wirtschaftliche und geostrategische Interessen gewesen, sondern „durch eine Demonstration der eigenen Macht ein Exempel zu statuieren und nach den Anschlägen vom 11. September das Risikokalkül aller potentiellen Feinde der USA zu verändern“. Der Irak sei dazu der „einfachste Gegner“ gewesen, da schon „16 Resolutionen des Sicherheitsrates“ gegen ihn ergangen waren und er leichter besiegbar schien als etwa Nordkorea oder der Iran.
Tatsächlich haben die USA zehn Jahre nach Beginn des Irakkriegs keinen einzigen bedeutenden Ölvertrag mit Bagdad mehr. Der Spiegel kommentiert: „Die USA, die einst beschuldigt wurden, im Irak einen Ressourcenkrieg geführt zu haben (‚Blut für Öl‘), spielen künftig in dem rohstoffreichen Land wohl nur noch eine schwindende Rolle. China nutzt diese Schwäche – und setzt sich dabei über die Iraker hinweg.“
Die Politikwissenschaftlerin Emily Meierding kommt in einer Studie, in der sie Kriege im Zeitraum von 1912 bis 2010 daraufhin untersucht, ob deren Ursache hauptsächlich in der Sicherung von Erdölressourcen liegt, zum Ergebnis, dass es zahlreiche Belege dafür gebe, dass die Vereinigten Staaten im Irak keinen klassischen Ölkrieg führen wollten. Um die irakischen Ölvorkommen auszubeuten, sei es notwendig gewesen, große Teile des Landes langfristig zu besetzen. Die Bush-Regierung sei jedoch davon ausgegangen, dass die amerikanischen Streitkräfte innerhalb eines Jahres vollständig abgezogen worden wären. Die US-Planungsdokumente sahen eine rasche Wiederherstellung der lokalen Kontrolle über die irakische Ölindustrie vor. Im September 2002 setzte Douglas Feith, der Unterstaatssekretär für Verteidigungspolitik, die Energy Infrastructure Planning Group (EIPG) ein, in deren Planungsrichtlinien es hieß, dass „die irakischen Erdölressourcen dem irakischen Volk gehören“, dass die Ölförderung „unter Einbeziehung des vorhandenen irakischen Personals und irakischer Organisationen“ erfolgen sollte und dass die Vereinigten Staaten „die Verantwortung für die Produktion und Vermarktung so bald wie möglich einer stabilen irakischen Behörde übertragen“ würden.

### Dollarwährungsinteressen
Der Petrodollar-Theorie zufolge habe die Absicht Saddam Husseins, künftig nur noch den Euro anstelle des Dollars für Öllieferungen zu akzeptieren, maßgeblich die Kriegsentscheidung beeinflusst. Wären andere Länder diesem Beispiel gefolgt, so hätte dies fatale Konsequenzen für die USA gehabt. Deutschland und Frankreich hingegen hätten als Euro-Staaten davon profitiert – sie verweigerten die Kriegsteilnahme. Im Mai 2003, nach dem Sieg der USA, verabschiedete die OPEC einen förmlichen Beschluss, die Ölrechnungen auch zukünftig in Dollar abzurechnen.

### Privatwirtschaftliche Interessen
Während die hohen Kosten der Antiterrorkriege die Wirtschaft der USA insgesamt erheblich schwächten, erzielten einige private Unternehmen durch Aufträge der US-Regierung für Kriegsgebiete enorme Gewinne. Die vom US-Kongress eingesetzte parteiübergreifende Commission on Wartime Contracting nannte in ihrem Ergebnisbericht 2011 vor allem zehn Firmen, die Milliarden US-Dollar für ihre Tätigkeit in Afghanistan und im Irak erhalten hatten. Kellogg, Brown and Root, damals ein Subunternehmen der Firma Halliburton, erhielt bereits vor 2001 vom damaligen US-Verteidigungsminister Dick Cheney einen Auftrag über 48 Milliarden US-Dollar für künftige militärische Hilfsdienste. Die Firmen Blackwater und Triple Canopy erhielten mindestens 3,1 Milliarden US-Dollar.
Eine vom Kongress eingesetzte Inspektion der Mittel der USA für den Wiederaufbau des Irak ergab, dass mindestens acht Milliarden US-Dollar davon durch Korruption verschwendet wurden. Viele Verträge mit im Irak engagierten Privatfirmen kamen ohne Ausschreibungen und konkurrierende Bewerbungen zustande. Viele der großen Vertragsfirmen waren die größten Spender für Wahlkämpfe von US-Präsident George W. Bush und von Kongressabgeordneten, die den Irakkrieg befürworteten.

### Geostrategische Interessen
2010 wurde vom stellvertretenden US-Verteidigungsminister Paul Wolfowitz in einem Interview ein weiterer Kriegsgrund genannt. Demnach gab es „bürokratische Gründe“, die Präsenz von US-Truppen im benachbarten Saudi-Arabien überflüssig zu machen. Mit Kuwait, Bahrain und Katar hatten die USA bereits drei Basen am Golf, deren Management einfacher war als jenes in Saudi-Arabien, und die Beseitigung der stationierten Truppen, die eine Belastung für Saudi-Arabien darstellten, würde langfristig zu einer friedlicheren Situation im Nahen Osten führen.
Es wird auch ein Zusammenhang zu der Stellung Israels als Verbündeter der USA und dominante Partei im Nahost-Konflikt gesehen, da Israel durch den Regimesturz von einer Bedrohung befreit worden wäre. Als konkreter Bezugspunkt wird auch die durch das Saddam-Regime gezahlte Entschädigung für die Hinterbliebenen von palästinensischen Selbstmordattentätern genannt, deren Häuser, wenn sie zuvor Israel mit Raketen und sonstigen Waffen beschossen hatten, von den israelischen Besatzungstruppen zerstört wurden.